# Daniel François Malan
Pour les articles homonymes, voir Malan.
Daniel François Malan (né le 22 mai 1874 à Riebeek West dans la colonie du Cap - mort le 7 février 1959 à Stellenbosch dans la province du Cap) est un pasteur calviniste et un homme d'État sud-africain. Il est premier ministre de l'Afrique du Sud de 1948 à 1954.
À l'origine pasteur de l'Église réformée néerlandaise, il devient rédacteur en chef et éditorialiste au journal Die Burger ce qui lui permet d'entamer une carrière politique consacrée à promouvoir l'unité du peuple afrikaner.
Membre du Parti national, représentant au parlement les circonscriptions de Calvinia (1919-1938) et de Piketberg (1938-1954), il est successivement ministre des Affaires intérieures, de la santé publique et de l'Éducation (1924-1933) dans les gouvernements de James Barry Hertzog avant de devenir le chef de l'opposition parlementaire (1935-1948).
À la suite de la victoire lors des élections générales sud-africaines de 1948 de sa coalition nationaliste-afrikaner, constituée autour du concept de l'apartheid, Daniel François Malan, âgé de 74 ans, devient chef du gouvernement sud-africain, poste qu'il cumule comme ses prédécesseurs avec celui de ministre des affaires étrangères, dans un contexte international bouleversé par la Seconde Guerre mondiale, par les débuts de la guerre froide et par ceux de la décolonisation. 
La politique d'apartheid est alors lentement et progressivement mise en place sous ses gouvernements dans une quasi-indifférence internationale alors qu'il arrime l'Afrique du Sud aux États-Unis et au camp occidental, apaisant par ailleurs ses relations avec le Royaume-Uni. Au niveau national, la vie politique sud-africaine est marquée par la montée du nationalisme noir et par des campagnes de défiance contre les lois de l'apartheid ainsi que par les luttes intestines au sein du gouvernement entre la vieille garde nationaliste contemporaine de la guerre des Boers et une plus jeune génération d'hommes politiques afrikaner et radicaux.
Bien que victorieux une nouvelle fois lors des élections générales sud-africaines de 1953, il décide de se retirer de la vie politique un an plus tard, en 1954, sans être arrivé toutefois à imposer comme son successeur Nicolaas Havenga, un pragmatique et un modéré, au poste de premier ministre, contré par la jeune garde radicale de son parti qui lui préfère Johannes Strijdom, un partisan strict et dogmatique de l'apartheid.
D.F. Malan est également président de l'université de Stellenbosch de 1941 à 1959.

## Origines familiales
D.F. Malan est né en 1874 près de Riebeek West à 70 km de la ville du Cap. Il est le deuxième enfant survivant de Daniël François Malan (12 juin 1844 – 22 septembre 1908) et d'Anna Magdalena du Toit (5 mai 1847 – 12 juin 1893) et le petit-fils de Daniel Francois Malan (1817-1853) et de Francina Marais.
Descendant de huguenots français, la famille de D.F. Malan s'est implantée en Afrique du Sud au XVIIe siècle. Jacques Malan (v. 1665-1742) a fui très jeune la France après la révocation de l'édit de Nantes, s'est réfugié aux Pays-Bas et de là, embarque en 1688 pour la colonie du Cap où il devient viticulteur du côté de Franschhoek et se marie en 1699. Ses fils construisent la ferme de Vergelegen au pied de la montagne de la Table.
En 1788, son petit-fils Dawid Malan (1750-1824), est contraint de s'éloigner de la colonie après avoir été pris en flagrant d'adultère avec l'esclave de l'un de ses voisins. Banni, il franchit la Great river Fish et explore les territoires xhosas. En 1815, il participe à la révolte boer de Slagters Neck et est inculpé de haute trahison. En 1838, Hercule Malan, l'un de ses fils, participe au Grand Trek. Ce voortrekker est tué avec Piet Retief sous les sagaies des Zoulous du roi Dingane et empalé, le crâne écrasé à coups de pierre et sa dépouille laissée en pâture aux vautours sur le flanc d'une colline. Son frère Jacob Jacobus Malan venge Retief et ses compagnons à la bataille de Blood River après avoir prêté serment à Jéhovah. Ses fils, Jacobus et Hercule Malan, sont cofondateurs des républiques boers.
Daniel Malan (1741-1828), frère de Dawid, vit pour sa part toute sa vie dans la région de Stellenbosch tout comme son fils François Stephanus Malan (1789-1862), l'arrière-grand-père de D.F. Malan.

## Une jeunesse afrikaner
Issue de cette lignée enracinée dans le sol sud-africain, D.F. Malan est élevé avec ses frères et ses sœurs à Allesverloren, la ferme familiale achetée en 1872 près de Riebeek West, où ses parents sont amis et voisins de ceux de Jan Smuts. Daniël Malan, son père, qui est un homme sévère et autoritaire, est un fermier aisé, un homme d'église et un partisan de l'Afrikaner Bond dont il dirige la branche locale à Riebeeck West.

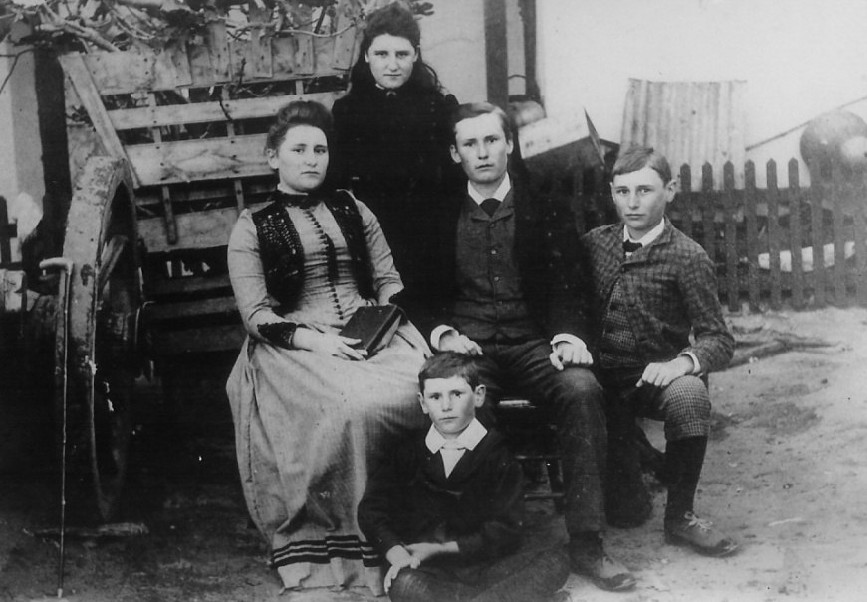
Premier rang : Koos Malan. Deuxième rang : Cinie, Daniel François et Fanie Malan. Troisième rang en arrière-plan : Mimie Malan.

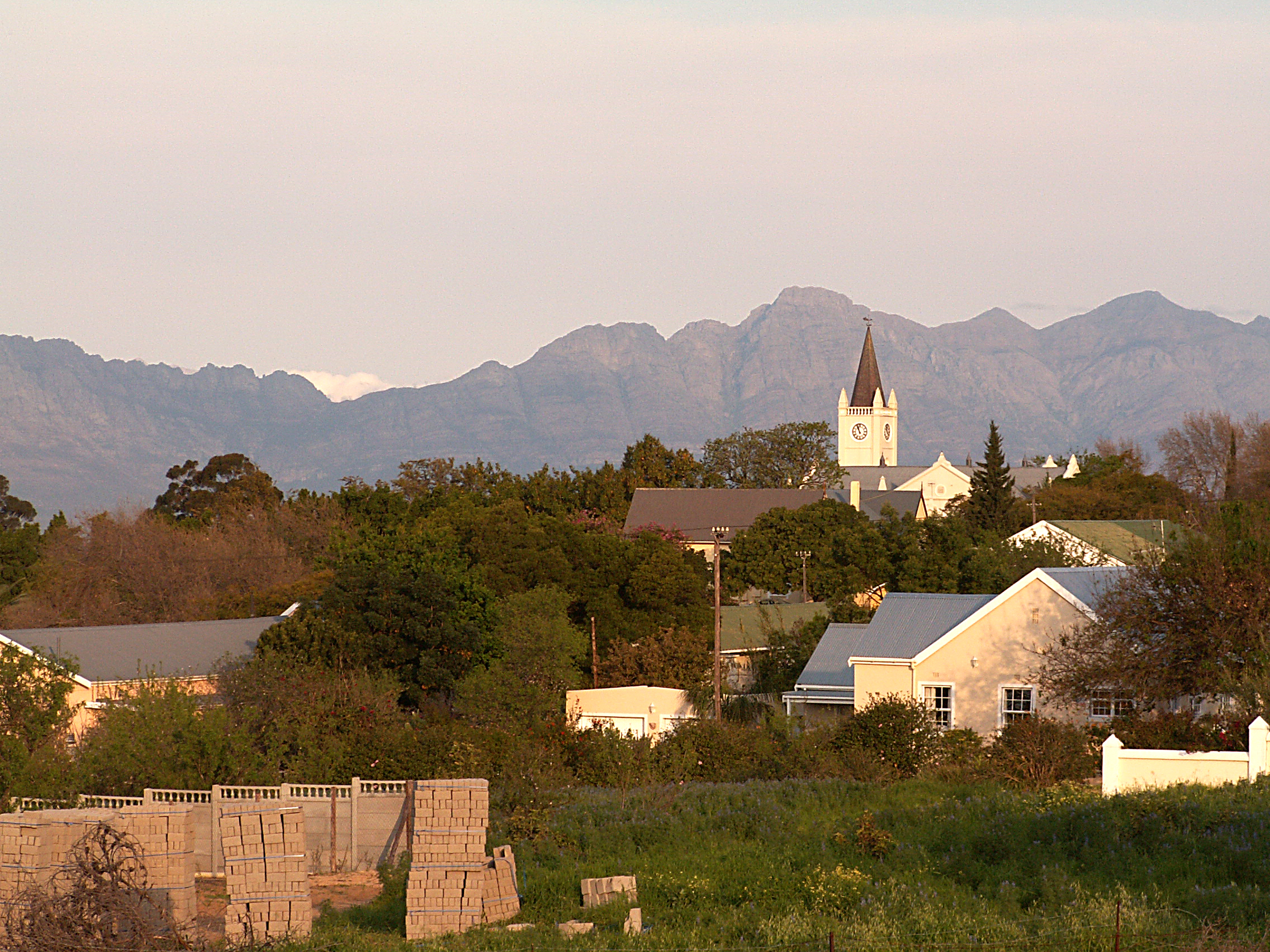
Riebeek West (ou Riebeek Wes en afrikaans), le village où grandirent les Malan.

- Les 3 enfants premiers nés de la famille, Maria (1867-1876), Daniel François (1868-1874) et Stephanus Malan (1870-1878) sont morts avant d'atteindre leur dixième année[5].
- Sa sœur aînée, Francina Susanna « Cinie » Malan (1872-1935), brillante élève et camarade de classe de Jan Smuts avec qui elle est constamment en compétition pour la première place, est une jeune fille profondément croyante qui donne des cours du dimanche aux enfants d'ouvriers et plus tard travaille dans des œuvres sociales missionnaires notamment au sein de la communauté métis de Wellington puis au Mashonaland[4],[Note 3] ;
- Maria Mimie Malan (1876-1964), sa seconde sœur, se marie avec un instituteur du Transvaal ;
- Son jeune frère, Stephanus François (Fanie) Malan (1878-1962), se révèle le plus apte à reprendre et à gérer Allesverloren, l'exploitation agricole familiale[6]. S.F. Malan est l'un des fondateurs du parti national au Cap, est élu au conseil provincial et finit sa vie politique en tant que sénateur. Professionnellement, il devient directeur de la coopérative vinicole, KWV, directeur de Sanlam et un membre éminent de la société civile du Cap[4],[Note 4] ;
- Pieter Malan (1880-1890), autre jeune membre de la fratrie, a très tôt la vocation de missionnaire mais meurt dramatiquement à l'âge de 10 ans lors d'un pique-nique familial, écrasé par un bloc de pierre tombé d'une paroi rocheuse. Les quelques shillings économisés par le jeune garçon pour exercer sa future vocation seront symboliquement utilisés pour créer une fondation missionnaire portant son nom[6] ;
- Jacobus Koos Malan (1882-1938), le plus jeune des frères, ne fait pas de politique mais devient médecin[4].

Enfant peu prolixe et complexé, timide, myope et faible physiquement, D.F. Malan, qui partage avec son père les mêmes prénoms, reçoit une éducation victorienne. Bon élève lors de sa scolarité à l'école de Riebeek West, il a notamment comme instituteur le professeur Theunis Stoffberg. Ce jeune évangéliste de dix-huit ans, qui loge pendant cinq années chez les Malan, exerce une influence spirituelle importante au sein du foyer familial et sur D.F. Malan en particulier ,. En même temps, D.F. Malan reçoit le dimanche des cours de soutien scolaire de Jan Smuts,.
Comme beaucoup d'enfants afrikaners du XIXe siècle, les enfants Malan ne sont pas élevés seulement par leurs parents et par leurs instituteurs d'école mais aussi par le personnel métis au service de la famille. Le jeune D.F. Malan est notamment élevé par deux vieilles femmes coloureds et par un vieux couple né esclaves. Durant ces années et jusqu'à l'adolescence, les enfants Malan vivront ainsi dans une atmosphère familiale paternaliste et dans une grande promiscuité personnelle avec le personnel métis de la famille. À cette époque et jusqu'à ses études supérieures, le jeune D.F. Malan ne croit pas en une quelconque différence inhérente entre les races mais plutôt que l'éducation peut effacer toutes les différences existantes entre Blancs et Coloureds.

## Formation et études

### Les années Stellenbosch
Très tôt, D.F. Malan montre peu d'envie à l'idée de reprendre la gestion de la ferme familiale et se replie sur la lecture. Il fait part à ses parents de son intérêt pour faire des études de droit mais ses parents refusent au prétexte qu'un avocat « est payé pour dire des mensonges ». Après son certificat obtenu en 1890, son père, qui, dépité a constaté que son fils aîné ne manifeste finalement aucune aptitude pour devenir fermier et reprendre l'exploitation familiale, l'envoie à Stellenbosch où il obtient un certificat intermédiaire au collège Victoria. Pendant ce temps, sa mère meurt (1893) et son père se remarie en mars 1894 avec Esther Fourie (1865-1927), une jeune femme de 21 ans sa cadette. Le couple aura trois filles surnommées Essie (1894-1962), Annie (1900-1976) et Stinie (1905-1965) ainsi qu'un petit garçon, Jonathan (1897-1901), mort en bas âge. D.F. Malan s'entend bien avec sa belle-mère et ses sœurs, notamment Nettie Fourie qui devient l'une de ses plus proches amies intimes.
Après avoir obtenu son diplôme universitaire de premier degré en mathématique et science en 1895, D.F. Malan, qui a alors 21 ans, décide de suivre des études de philosophie et de théologie, notamment, décrira-t-il dans une lettre, en raison de l'influence qu'aura exercé sur lui la piété de ses parents. Il passe avec succès l'examen d'entrée au séminaire de théologie. Durant ses études, il se révèle être un étudiant assez distant, timide, peu communicatif mais néanmoins méthodique et discipliné. Grâce à Jan Smuts, il est devenu membre de la Société des débats, un forum d'étudiants qui est surtout une école d'entrainement à l'oral et à la rhétorique pour tous les aspirants politiciens et orateurs. La première prestation orale publique de Malan est un récit de la pièce La mort de Napoléon. En dépit des moqueries qui accueillent sa performance jugée peu convaincante, il persévère, surpasse sa timidité et ses complexes et remporte brillamment son tout premier débat oratoire dans lequel il critique la politique de Cecil Rhodes, le Premier ministre de la colonie du Cap, mais aussi la société De Beers, le système financier local, tout en développant une rhétorique nationaliste, anti-capitaliste et anti-socialiste, axée non sur le progrès mais sur la protection du peuple afrikaner dans une période lourde d'incertitude. Ainsi, pour le jeune étudiant, le capitalisme ne peut que piller les populations locales de leur richesse et déstabiliser leurs sociétés en créant une inégalité économique laquelle conduit nécessairement au socialisme ou à l'anarchisme.
En 1897, cet orateur désormais brillant devient président de la Société des débats et en 1899, devient membre de la rédaction du journal des étudiants de Stellenbosch. Il enseigne également pendant une année à Swellendam, travaille dans une mission auprès des Coloureds et suit les cours du séminaire. Nourri aux idées du mouvement idéaliste allemand, dont celles de Johann Gottlieb Fichte, il obtient sa maîtrise de philosophie (1899) avec un mémoire consacré à Emmanuel Kant.
Durant toutes ses années universitaires, sa conscience politique s'aiguise sur fond de montée de nationalisme afrikaans. Il est d'abord marqué par les écrits et les récits de l'historien George McCall Theal, dont les descriptions polarisantes de l'histoire de l'Afrique du Sud vont être déterminantes dans l'interprétation que se fera Malan de l'histoire de son pays. Il est aussi marqué par les écrits du philosophe Johann Gottfried von Herder selon lequel la langue est l'expression de l'âme de la nation et la base de l'unité nationale, grâce à laquelle un peuple peut se construire et se libérer de l'oppression étrangère. À la suite du raid Jameson, les Afrikaners du Cap se divisent entre ceux qui restent loyalistes à la couronne britannique et ceux qui expriment leurs sympathies pour leurs cousins du Transvaal. D.F. Malan prend fait et cause pour la République sud-africaine du Transvaal et pour son président Paul Kruger à qui il voue une certaine admiration et qu'il avait vu, durant son enfance, à Pretoria lors d'un voyage avec son oncle maternel. Devant son professeur d'anglais, il déclare également que l'Afrique du Sud doit devenir une république. Au séminaire, il se révèle moins révolutionnaire et plutôt orthodoxe, c'est-à-dire partisan du calvinisme originel et de l'idée que la foi est une expérience émotionnelle et individuelle et ne doit pas se fonder que sur de la doctrine. D'ailleurs, au contraire de Jan Smuts qui brûle les étapes pour entamer une carrière politique précoce, D.F. Malan se prépare à une carrière au sein de l'Église réformée hollandaise.

### Les années Utrecht
En octobre 1899, la seconde guerre des Boers se déclenche. Les étudiants originaires du Transvaal ou de l'État libre d'Orange quittent l'université de Stellenbosch pour rejoindre leurs foyers et prendre les armes. Pour sa part, D.F. Malan poursuit ses études de théologie. Il lui sera plus tard reproché de ne pas s'être enrôlé dans les armées boers. En fait, les Afrikaners du Cap comme notamment le père de D.F. Malan, s'ils ne rejoignent pas le champ de bataille assez éloigné de leurs terres, pétitionnent et essayent de faire pression auprès des autorités du Cap pour mettre fin à la guerre. L'évolution de la guerre fait que D.F. Malan (mais aussi son frère Koos qui étudiera à Londres), comme de nombreux jeunes afrikaners du Cap, choisissent de poursuivre leurs études. Lui-même a décidé de les poursuivre à l'université d'Utrecht aux Pays-Bas où il débarque en octobre 1900 après un voyage épique en bateau. Il se retrouve alors dans le pays le plus pro-boer d'Europe où, au contraire de la colonie du Cap, il peut librement s'exprimer et afficher ses convictions sans risquer de réprimandes. Il peut ainsi fréquenter assez facilement des personnalités du monde intellectuel comme le poète et théologien Nicolaas Beets et devient le disciple du théologien Josué Jean Philippe Valeton (1848-1912) selon lequel la religion (principes) et la politique (État) sont irréconciliables et que l'on ne doit pas transiger avec ses principes moraux et religieux (théologie éthique). D.F. Malan en conclura que le pouvoir doit s'obtenir sans effectuer de compromis quitte à ne jamais obtenir le pouvoir.

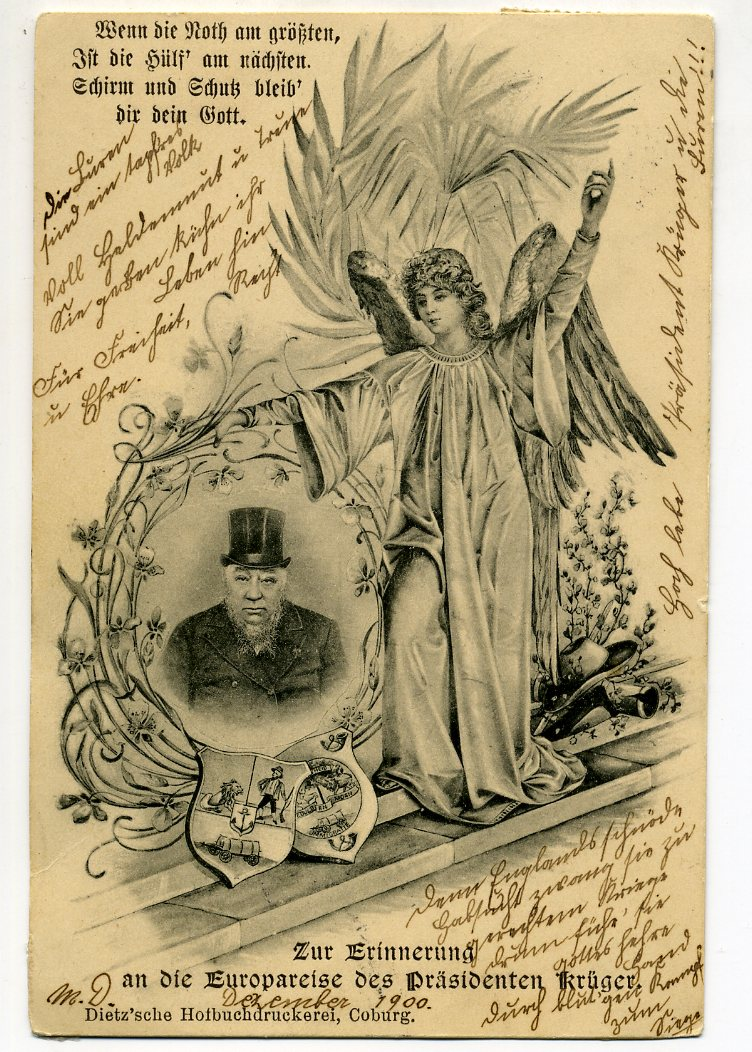
Carte allemande commémorant la tournée européenne du président sud-africain Paul Kruger.

En décembre 1900, D.F. Malan participe à l'accueil triomphal de la population néerlandaise au président Paul Kruger, le président de la République sud-africaine du Transvaal, en chemin pour La Haye, avant de lui-même le rencontrer un mois plus tard, en janvier 1901. Au bout de deux mois passés en Europe, il constate cependant avec réalisme et cynisme que, nonobstant les démonstrations populaires d'affection, les Afrikaners n'ont rien à espérer des puissances européennes, centrés sur leurs seuls intérêts nationaux, et qu'elles n'interviendront pas en Afrique du Sud pour aider les républiques boers. Cette désillusion de D.F. Malan envers les États européens est à l'origine de sa méfiance et son hostilité future à toute critique ou ingérence étrangère dans les affaires internes de l'Afrique du Sud.
Durant cette période, D.F. Malan voyage en Europe. Il se rend à Paris à laquelle il reconnaît sa réputation de plus belle ville du monde puis visite Genève et la Suisse où D.F. Malan retrace ses origines huguenotes et s'enthousiasme devant la beauté des alpages. Il visite également la Norvège et l'Allemagne, séjournant notamment à Reichenhall où il retrouve Nettie Fourie et sa sœur. C'est dans ce pays qu'il se lie aussi également d'amitié avec le président Marthinus Steyn et son épouse, tous deux exilés en Allemagne. Pour préparer sa thèse, il doit également se rendre en Angleterre et visite Londres qui le révulse tout comme la mentalité et le complexe de supériorité de ses habitants. Aux Pays-Bas, il consacre une partie de son temps à étudier les associations caritatives néerlandaises, inexistantes alors en Afrique du Sud. Il visite aussi une expérience de colonie socialiste qui ne l'inspire guère et étudie les théories de Karl Marx avant de les réprouver. À mesure que son dédain pour les Pays-Bas augmente, il mythifie dans un sens romantique sa terre natale et son propre peuple qu'il pare de toutes les vertus.
En août 1902, il représente l'Afrique du Sud à Sorø au Danemark à la conférence mondiale de l'association des étudiants chrétiens. Il est particulièrement enthousiasmé par la diversité culturelle et linguistique qu'il trouve chez les participants et qu'il oppose au modèle unique culturel imposé par la force par l'impérialisme britannique. Cette conférence va forger chez D.F. Malan son idéal de société plurielle basé sur le maintien des spécificités culturelles et linguistiques de chaque nation et justifier sa vision de la ségrégation tant dans l'Église que dans la société.
Le 10 octobre 1902, il rencontre le président Kruger, qui s'est installé en exil provisoirement à Utrecht, et est témoin de sa déchéance politique mais aussi physique. Il rencontre également à ces occasions les généraux boers, Louis Botha, Christiaan de Wet et Koos de la Rey de passage à Utrecht. Ces généraux boers font grande impression sur lui, notamment pour leur foi mais aussi pour leur apparente simplicité, et deviennent représentatifs de ses idéaux et, selon lui, de la supériorité morale des Afrikaners sur les Européens.
C'est dans ce contexte particulier de la guerre des Boers, de la défaite face aux Britanniques et de la montée du nationalisme dans l'Europe du début du XXe siècle que D.F. Malan réalise son éducation politique et culturelle. Inquiet de l'attitude conciliante de certains Afrikaners envers leurs vainqueurs, il expose ses impressions dans deux lettres publiées par un journal néerlandais dans lesquelles il se montre préoccupé par le sort de l'afrikaans, langue véhiculaire de la culture et de l'unité afrikaner qu'il craint menacé par une domination anglophone de l'Afrique du Sud.
Auteur d'une thèse sur « l'idéalisme de Berkeley », il obtient son doctorat cum laude en théologie de l'université d'Utrecht en janvier 1905 ce qui met un terme à son séjour en Europe. Il gardera un souvenir globalement positif de son séjour aux Pays-Bas dont il recommandera les universités aux jeunes étudiants afrikaners.

## Le Prédicateur de l'Église réformée hollandaise

### Congrégation de Heidelberg
De retour en Afrique du Sud, D.F. Malan, âgé de 31 ans, est ordonné pasteur de l'Église réformée néerlandaise (NGK) et est nommé prédicateur adjoint de la NGK dans le district de Heidelberg au Transvaal. Dans cette communauté marquée par la mort de 867 des leurs dans les camps de concentration britannique, il est, pour la première fois, directement en contact avec les victimes civiles de la guerre des Boers, marquées à la fois physiquement et économiquement. C'est dans ces circonstances qu'il renforce ses convictions nationalistes afrikaners. Son objectif premier est de réintégrer, par le biais de l'Église, les Afrikaners pauvres au sein de leur propre communauté et de préserver leur identité nationale et ethnique. À son sens, seule l'éducation peut permettre à la nation afrikaner de survivre, notamment du point de vue culturel et linguistique. Il fait de la reconnaissance officielle de l'afrikaans par les autorités du Cap l'une de ses priorités. Le Transvaal permet également à D. F. Malan de côtoyer des Afrikaners très différents de ceux vivant dans la colonie anglicisée du Cap. À cette époque, il est un lecteur assidu des éditoriaux nationalistes de l'écrivain et historien de la cause afrikaans Gustav Preller (1875-1943). Dans le journal De Volkstem, Preller fait écho à George McCall Theal et raconte l'histoire des Afrikaners comme une bataille entre le nationalisme afrikaner, l'impérialisme britannique et la « barbarie » des populations noires,. Preller, comme D. F. Malan, considère également que le néerlandais (langue officielle reconnue par l'occupant britannique) doit laisser sa place à l'afrikaans en Afrique du Sud et pouvoir être parlé en public, notamment dans l'Église et dans l'enseignement. Les deux hommes entrent en contact et en décembre 1905, D. F. Malan devient membre de l'Affrikaanse Taalgenootskap (Société de langue afrikaans) fondé à Pretoria par Preller.

### Congrégation de Montagu

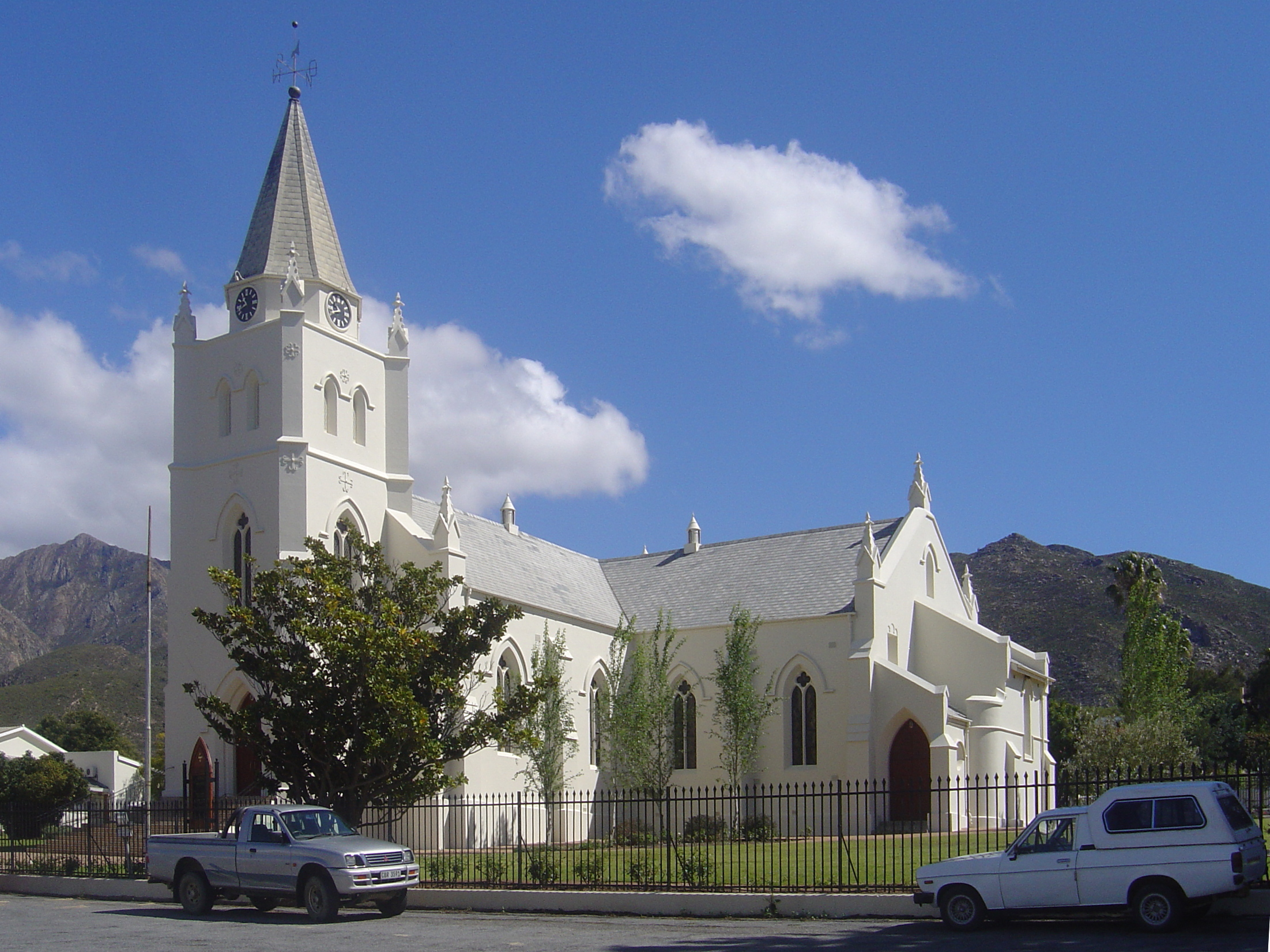
L'Église réformée néerlandaise à Montagu.

En février 1906, il est nommé dans le district de Montagu, une modeste bourgade afrikaner du Karoo dans la colonie du Cap, où durant six années, il réfléchit aux moyens politiques pour sortir de la précarité les Afrikaners les plus pauvres. Il se montre notamment intransigeant quand des pétitionnaires de la communauté anglophone et quelques Afrikaners lui demandent qu'un service religieux soit effectué en langue anglaise et non exclusivement en néerlandais.
Au cours des synodes de 1906 et 1909, Malan se révèle en dirigeant potentiel de la communauté afrikaner, multipliant les initiatives et les propositions comme celles sur la formation d'enseignants afrikaner ou sur l'institutionnalisation d'une éducation nationale.
En décembre 1907, il succède à D.F. Malherbe à la fonction de président de la Taalvereniging Afrikaanse (une société littéraire de langue afrikaans fondée en 1906) et en août 1908, dans un discours important à Stellenbosch, intitulé Het is ons ernst! (Nous sommes sérieux sur ce sujet !), il plaide pour la reconnaissance de l'afrikaans comme langue écrite et langue vernaculaire indispensable au réveil de la nation afrikaner, donnant un sens irrémédiablement politique et nationaliste au débat linguistique,.
En 1909, il participe à la fondation de la De Zuid-Afrikaanse Akademie voor Taal, Letteren en Kunst (l'Académie sud-africaine des langues, de la littérature et des arts), issu de la fusion entre la Affrikaanse Taalgenootskap du Transvaal et la Taalvereniging Afrikaanse de la colonie du Cap. Le contexte culturel et politique est alors celui des débats concernant la formation de l'Union sud-africaine, un État binational intégrant la colonie du Cap, les anciennes républiques boers et le Natal (formé le 31 mai 1910).
À la suite du décès de son père, il prend en charge sa veuve, Esther Malan, et ses 3 filles qui viennent vivre avec lui à Montagu où elles s'impliquent dans la vie de la communauté paroissiale. Le prédicateur est un homme très studieux, très concentré sur ses prêches et sur ses sermons mais aussi se montre parfois très distraits et a besoin d'une aide pour sa vie quotidienne. Il est par ailleurs un leveur de fonds hors pair pour l'aide aux défavorisés, en l'occurrence pour l'aide aux petits Blancs pauvres déclassés par la guerre des Boers, et fait de Montagu la paroisse de la province du Cap la plus contributive par habitant au financement du travail des missionnaires. En 1911, un jeune théologien, E.E. van Rooyen lui est adjoint. Si les deux hommes ont les mêmes opinions nationalistes, ils diffèrent du point de vue théologique : D.F. Malan est un théologien libéral de l'école critique. Il croit en la théorie de l'évolution de Charles Darwin et distingue dans la Bible ce qui relève du symbolisme et de la véracité historique. Van Rooyen est un théologien néo-calviniste adepte de Kuyper et un opposant à l'école critique.
La même année, lors d'une conférence à Stellenbosch, il prononce un discours remarqué sur la langue et la nationalité (Taal en Nationaliteit) où il reprend son credo nationaliste et met l'accent sur l'éducation en afrikaans.
Dans plusieurs autres discours, il critique la politique de conciliation ou de compromis menée par le gouvernement de Louis Botha parce qu'elle efface ou ignore, selon lui, les spécificités nationales et qu'elle est révélateur de la faiblesse des caractères. Dans tous ses discours, il utilise des métaphores ou des paraboles religieuses, notamment en reprenant l'histoire d'Achab et de son antithèse Élie, ce dernier étant moralement et éthiquement le modèle préconisé par Malan. En fait, le prédicateur de Montagu s'identifie à Élie, d'autant plus que tous deux prêchent ou ont prêché dans le désert (le diocèse de Malan est un district recouvrant une vaste superficie du désert du Karoo). Pour Malan, le monde est dominé par l'esprit d'Achab : si comme Élie, il considère qu'on ne peut transiger avec ses idéaux, il constate que les politiciens sont plus concernés par leur élection ou réélection ou prêts à sacrifier leurs principes pour plaire à l'opinion publique majoritaire.
D.F. Malan plaide également à l'époque pour le resserrement des liens entre les Églises réformées d'Afrique du Sud qu'il considère comme un préalable à l'unification politique de la nation afrikaner. Mais la discrète présence de représentants de la population coloured au sein du synode du Cap se révèle un obstacle insurmontable à l'unification cléricale pour les représentants des provinces boers.

### Naar Congolandvia les Rhodésies

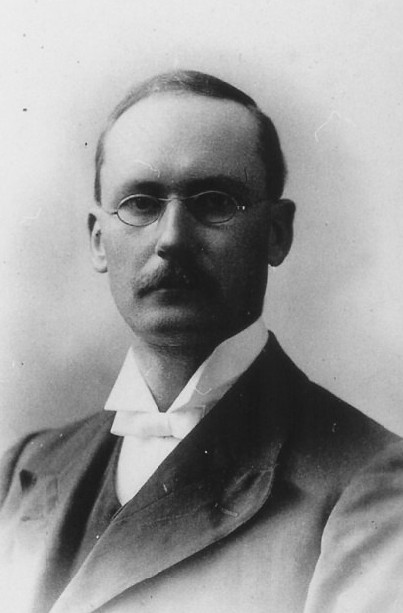
D.F. Malan, prédicateur de l'Église réformée néerlandaise,
vers 1910.

C'est dans le cadre de ses fonctions au sein de la NGK que de juillet à novembre 1912 il visite les diasporas afrikaans en Rhodésie du Nord et en Rhodésie du Sud avant de séjourner au Congo belge. C'est son premier voyage à l'intérieur du continent africain, un continent dont la carte géographique et politique avait considérablement évolué depuis ses années d'écoliers. Représentatif de l'éducation victorienne de l'époque, D.F. Malan est un produit du darwinisme social qui voit le monde en termes de hiérarchie des civilisations. Pour Malan, les différences raciales ont été voulues et créées par Dieu. Par conséquent, les conflits raciaux seraient le résultat de la perturbation d'un ordre naturel et peuvent être évités en maintenant le statu quo. Pour D.F. Malan et ses semblables, l'Afrikaner, en raison de sa race blanche et son héritage gréco-romain, appartient à la civilisation occidentale et est donc intrinsèquement supérieure à l'Africain noir considéré comme primitif et païen. Il croit également que les Africains noirs sont conscients de l'apport que les êtres civilisés peuvent leur apporter et c'est pourquoi ils désignent Dieu et les hommes blancs sous le même vocable Inkosi ou Baas. D.F. Malan est ainsi convaincu que les nations européennes ont un devoir envers les populations dites « non civilisées » d'Afrique et ont en charge leur salut devant Dieu. Cette vision naïve des relations raciales, qui ignore la dynamique procurée par les relations interraciales, est le fruit d'un paternalisme chrétien inculqué à D.F. Malan depuis l'enfance dans sa relation avec la communauté coloured du Sud de la province du Cap, une région où les populations noires sont peu présentes. Sa connaissance des populations noires se limite aux livres et aux récits qu'en font sa sœur et ses amis résidant dans le nord du pays. Son séjour dans les Rhodésies ne fait que conforter ses opinions et préjugés d'autant plus qu'il apprécie la diversité des lieux où il séjourne, des populations qu'il rencontre et leurs caractères affirmés, loin devant l'uniformité globale qui selon lui règne au Cap. Cependant, c'est aussi durant ce séjour qu'il découvre, consterné, l'existence d'un certain nombre de mariages mixtes entre Afrikaners, Anglo-africains et populations coloureds, symbole de ses craintes de l'acculturation des Afrikaners. Pour Malan, la langue, l'Église et la nation étant indissociables, il réprouve le recul culturel, religieux et linguistique des Afrikaners en Rhodésie du Nord où ils sont confrontés à un environnement essentiellement organisés pour les Blancs anglophones et pour les Catholiques. Son séjour au Congo belge et à Elizabethville est la partie la moins avenante de son voyage. La jungle le rend claustrophobe et l'environnement lui apparait pour la première fois menaçant. Les Afrikaners du Congo lui apparaissent aussi différents de tous ceux qu'il a connus car ils sont, selon lui, d'une race différente notamment en raison de leur nomadisme. Ce mode de vie, expliqué et vécu comme un appel de Dieu, lui apparait comme une perversion du calvinisme et de la doctrine de la prédestination. Pour D.F. Malan, le Congo avec ses maladies tropicales et ses mouches tsé-tsé n'est définitivement pas un endroit pour les Afrikaners.
Intellectuellement, ce voyage modifie la pensée philosophique de D.F. Malan sur la place de la religion et de la politique dans la société. Il avait déjà pris acte de la sécularisation croissante de la société blanche sud-africaine et avait déploré l'absence de toute référence à Dieu dans le South Africa Act, la constitution de l'Union sud-africaine. Maintenant, il prend conscience des limites de l'action de l'Église au sein de la société. À son sens, celle-ci ne peut finalement réussir dans ses missions que si l'État est impliqué et que si des décisions politiques sont prises pour organiser la société et traiter des questions d'éducation, linguistiques, religieuses et culturelles. Il faut par conséquent investir le champ politique, créer un parti national-chrétien au parlement afin de garantir les principes fondamentaux de la communauté chrétienne et avoir un gouvernement mené par des hommes partageant ses idéaux. Pour la première fois, Malan entame ainsi le mur qu'il avait dressé entre la religion et la politique. Il est clair pour D.F. Malan que les Afrikaners de Rhodésie ont besoin d'argent et de missionnaires mais aussi d'un gouvernement pour protéger leurs intérêts et notamment leur construire des institutions scolaires pour leur permettre de s'élever socialement. Si beaucoup de Rhodésiens stigmatisent l'éducation des Noirs procurée par les missionnaires comme cause de l'émergence de tensions raciales, D.F. Malan rétorque qu'il est autant possible d'empêcher les Africains de vouloir apprendre, s'éduquer et s'élever socialement que de retenir les eaux du fleuve Zambèze avec ses propres mains. Pour Malan, il est tout à fait justifié de fournir une éducation scolaire de base aux populations noires et notamment de leur apprendre l'anglais, la lecture et l'écriture mais met en garde contre les missionnaires américains et britanniques qu'il suspecte de propager leur impérialisme culturel auprès de ces populations et de procéder ainsi à leur déracinement ethnique et à leur acculturation autant linguistique que religieuse. Le système éducatif que prône alors D.F. Malan est fondé sur un apprentissage dans la langue maternelle de chaque enfant durant leurs 6 premières années, suivie d'un apprentissage adapté aux caractéristiques et particularismes de chaque population blanche, métis et noire. Refusant par exemple un système éducatif unique, il jette ainsi les bases du futur système d'éducation bantoue développée dans les années 1950 dans le cadre de l'apartheid. Il considère aussi que, de la sorte, l'éducation des Blancs, notamment des plus pauvres, est le seul moyen non violent de préserver leur domination,. Dans son journal de voyage, teinté de paternalisme chrétien, quelques passages dénotent également l'admiration profonde qu'il peut parfois avoir personnellement pour certains Noirs rencontrés au cours de ses pérégrinations.
Ce voyage se révèle pour Malan plus enthousiasmant que ceux qu'il avait effectués en Europe. Le prédicateur est charmé par chaque lieu traversé, notamment par le Zambèze, par les monts Matopos et par les chutes Victoria qui sont pour lui révélateurs de la grandeur de Dieu. Durant son absence de Montagu, les lettres qu'il avait envoyées à sa congrégation avaient fait l'objet d'une publication dans le journal interne de l'Église et avaient accru sa notoriété. Elles seront ensuite publiées sous la forme d'un journal de voyage sous le titre Naar Congoland (1913).

### Congrégation de Graaff-Reinet

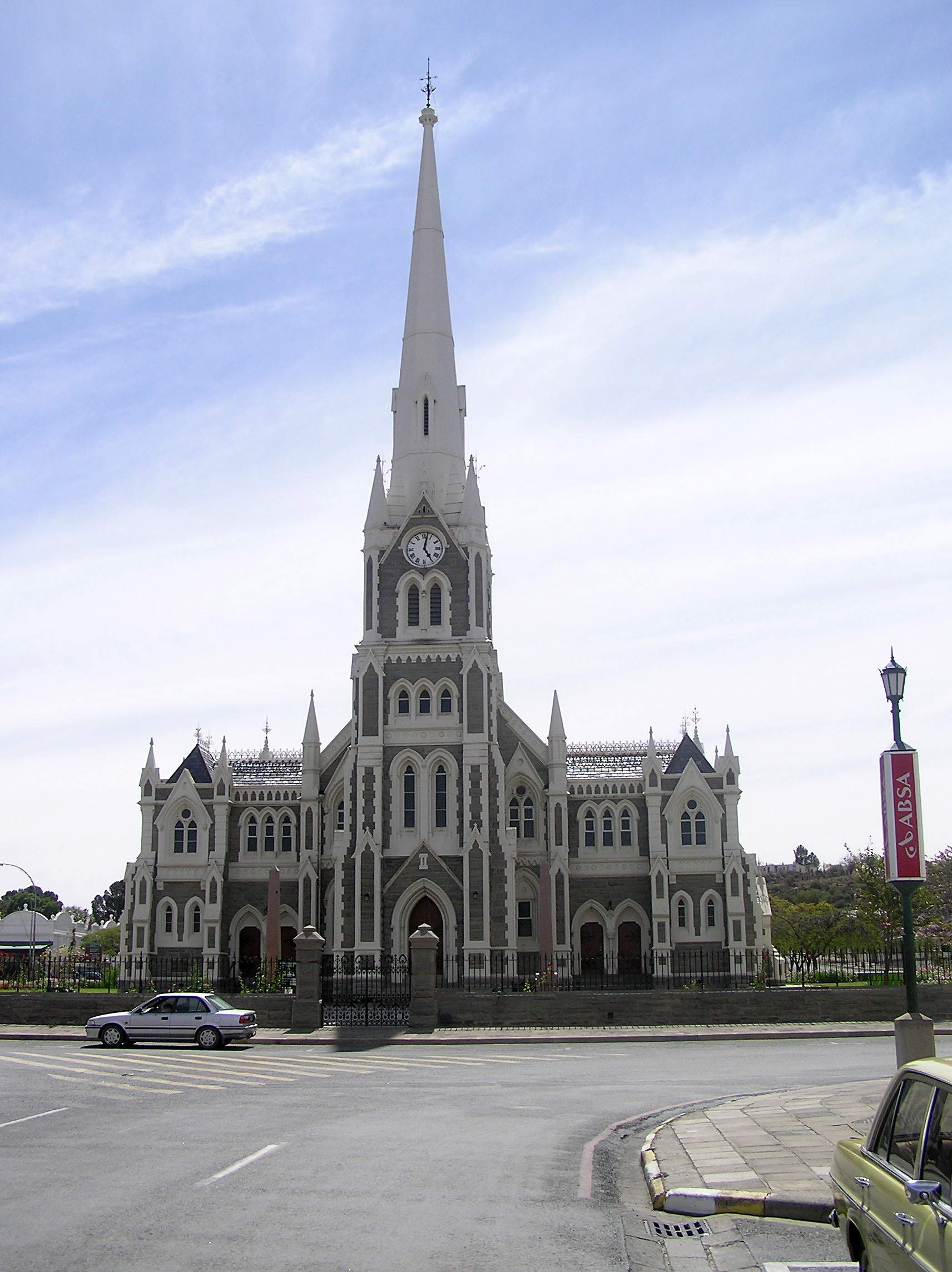
Église réformée hollandaise
de Graaff-Reinet.

En janvier 1913, D.F. Malan est nommé prédicateur-adjoint à la congrégation de Graaff-Reinet dans le centre de la province du Cap où il s'installe avec Esther Malan et ses filles. Dans cette ville puritaine du grand Karoo où vit une importante communauté de blancs pauvres, sa stature d'homme d'Église s'impose aux croyants, renforcée par son allure altière et son austérité vestimentaire quotidienne. Malan est particulièrement choqué par le fait que les communautés blanches et coloureds vivent dans la promiscuité, notamment les Blancs les plus pauvres. Il est aussi indigné de constater que ces Blancs sont incultes de leur propre histoire et n'expriment aucune conscience sur leur place dans la société sud-africaine. Avec le soutien de la municipalité, il propose que des quartiers métis et blancs soient progressivement strictement délimités et racialement orientés afin que chacun puisse évoluer au sein de sa propre communauté. Cependant, sa proposition reste sans application concrète puisque le conseil municipal n'a pas le pouvoir d'appliquer une telle politique.
Durant les deux ans qu'il passe à Graaff Reinet, D.F. Malan se consacre aux Blancs pauvres et participe aux activités caritatives pour aider les familles dans le besoin. Il essaye de donner une traduction politique à cette pauvreté qu'il avait déjà observée aux Pays-Bas. Nationaliste afrikaner, D.F. Malan est un « rénovateur utopiste enclin à qualifier le socialisme d'appel passionné et impérieux à la justice, de force morale plus puissante que la fureur d'un ouragan ». Pour lui, les idées socialistes ne sont cependant pas la solution aux problèmes des petits Blancs pauvres. S'il a eu une bonne compréhension des théories de Karl Marx, en estime la valeur et la pertinence, il n'y adhère pas et finit par rejeter les concepts socialistes. Si Malan croit que le monde est gouverné par des idéaux, il estime que le socialisme ignore les spécificités de chaque individu et est de ce fait incompatible avec le christianisme. Pour Malan, il faut changer le cœur et l'esprit des individus pour changer la société et non changer son environnement économique. Il est cependant en accord avec les socialistes pour considérer que la société se compose d'individus et que chaque membre a une responsabilité sociale et doit en conséquence contribuer au bien-être de tous. En revanche, Malan place ses espoirs dans les comportements individuels et non dans les comportements collectifs, symboles à son sens d'uniformité et de médiocrité. Respectueux des différentes formes existantes d'autorité, qu'elles soient politique ou spirituelle, il abhorre l'anarchisme et la violence comme moyen d'expression politique. À cette époque marquée par des troubles sociaux dans le Witwatersrand, Malan est invité par la société littéraire de Graaff Reinet à s'exprimer sur le socialisme ce qu'il fait notamment et exceptionnellement en langue anglaise, qu'il maîtrise parfaitement. Ses avis sont recherchés car, en tant que fils de fermier et homme d'Église, il n'appartient à aucune des deux classes sociales antagonistes (celle des capitalistes et celle des prolétaires).

## L'entrée en politique via la presse afrikaner

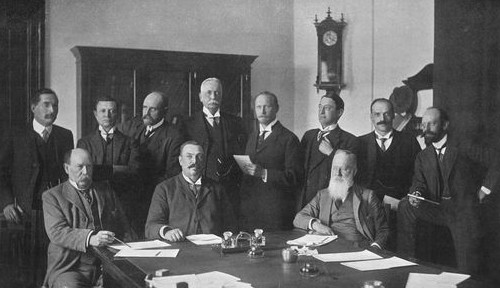
Le premier cabinet de l'Union sud-africaine en 1910 dirigé par Louis Botha (assis au centre).

Les années 1912-1914 sont marquées par l'antagonisme montant entre deux conceptions de l'Union Sud-Africaine au sein même du gouvernement sud-africain. Selon la Loi sur l'Afrique du Sud de 1909, l'Afrique du Sud est un État semi-souverain, dirigé par un gouvernement simple sans compétence internationale, celle-ci étant du ressort du seul Royaume-Uni (seul compétent également pour déclarer la guerre). Le Premier ministre, le général Louis Botha, accepte cette absence de pleine souveraineté sud-africaine, notamment pour se concilier les Anglo-sud-africains. A contrario, au sein de son gouvernement, sous le slogan South Africa first, des voix, comme celle du général James B. Hertzog, s'élèvent pour réclamer le droit à l'Afrique du Sud de décider de sa destinée. Si Hertzog exige cette pleine souveraineté pour l'Union sud-africaine, il n'estime pas obligatoire la rupture avec l'Empire britannique. De même, il estime que l'Afrique du Sud ne doit être gouvernée que par des Afrikaners. Pour Hertzog, la nation afrikaner inclut les Anglo-sud-africains dont la loyauté va d'abord à l'Afrique du Sud et non au Royaume-Uni. Au risque de quiproquo, notamment en octobre 1912, il utilise de manière indifférenciée les termes Afrikaners et Sud-Africains". Pour D.F. Malan, la notion d'Afrikaner est par contre exclusive et réservée uniquement aux blancs qui ont l'afrikaans pour langue maternelle. Pour D.F. Malan comme pour J.B.M. Hertzog, le concept de « sud-africain » permet d'englober les deux nations blanches d'Afrique du Sud sans ôter les particularismes et irrédentismes propres à chaque groupe linguistique. Mais à la suite d'un discours controversé causé par un usage inapproprié du terme Afrikaner, Hertzog est devenu un héros polarisant du nationalisme afrikaner et la bête noire de la presse anglophone, responsable d'une crise ministérielle.
En décembre 1912, Louis Botha décide de dissoudre son cabinet ministériel pour se séparer de James B. Hertzog. Par un hasard de circonstance, D.F. Malan de passage à Pretoria a l'occasion de rencontrer Louis Botha chez un ami. L'attitude de Botha et ses explications sur la crise ministérielle alors en cours indignent Malan. A contrario, Jan Smuts, lui aussi vétéran comme Botha et Hertzog de la guerre des Boers, homme politique de premier plan et ministre du gouvernement, est partisan de Botha dont il est le plus fidèle allié.
Pendant toute l'année 1913, Hertzog tente de forcer Botha à provoquer des élections anticipées mais au sein du Parti sud-africain (SAP), il est isolé n'ayant le soutien que de la section provinciale de l'État libre d'Orange. En novembre 1913, le congrès du parti sud-africain marque la victoire de Botha par 131 voix contre 90 à Hertzog.

### L'affaire de l'enseignement linguistique au Cap
Dans le contexte de politique d'unification de la nation sud-africaine, qui pour les protagonistes politiques ne s'entend alors que pour la population blanche, le gouvernement Botha milite pour l'amalgamation des deux populations de langues afrikaans et anglaises sans marquer de préférence ou de distinction, pour une politique indigène non doctrinaire et pour une politique économique et d'échange favorable aux pays membres de l'Empire britannique. En son temps, J.B.M. Hertzog avait obtenu que l'enseignement soit bilingue anglais-néerlandais dans la colonie de la rivière Orange. Sa proposition de systématiser un enseignement bilingue pour l'ensemble des provinces de l'Union de l'Afrique du Sud se heurte au refus de Botha et de Smuts qui obtiennent de laisser le libre choix de la langue d'éducation dans chaque province. Pourtant, un projet gouvernemental prévoit d'établir au Cap une université d'expression uniquement anglaise menaçant alors la pérennisation du collège Victoria de Stellenbosch. Pour Malan, il est hors de question de laisser faire cette amalgamation qui ne peut qu'être préjudiciable à la survie du peuple afrikaner que ce soit du point de vue culturel ou linguistique. Son idéal est de créer une nation sud-africaine composite, en fait duale. Alors que Jan Smuts milite pour l'union et l'amalgamation des Boers et des anglo-sud-africains pour éviter toute guerre d'extermination réciproque, D.F. Malan réplique par le concept de « séparation dans l'égalité » (« separate but equal »). En tant que membre du comité de vigilance de Stellenbosch, Malan rédige un mémorandum pour le cabinet Botha dans lequel il invoque la nocivité qu'aurait l'influence culturelle et linguistique britannique sur les jeunes étudiants afrikaners et participe avec une délégation aux discussions avec les ministres. Finalement, en contrepartie de la création de l'université du Cap, le gouvernement accepte d'ériger en université le collège de Victoria à Stellenbosch (1916).

### Le déclenchement de la Première Guerre mondiale et la rébellion Maritz
Le déclenchement de la Première Guerre mondiale en août 1914 suivi de la rébellion Maritz provoque la division entre les Afrikaners et parmi les ecclésiastiques.

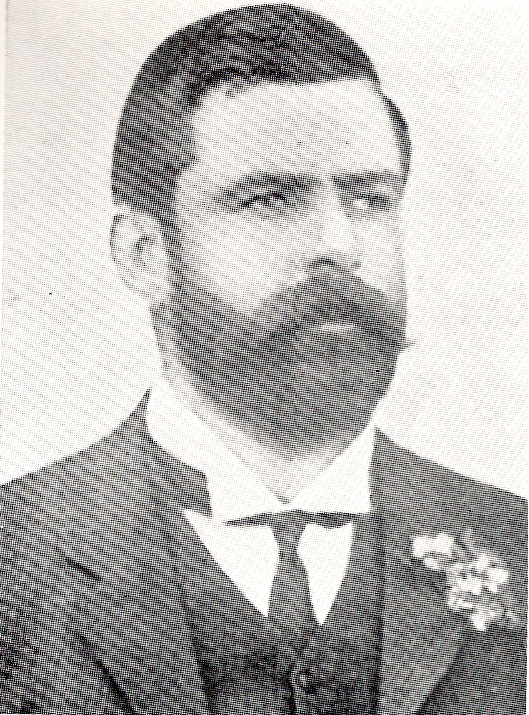
Jopie Fourie (1878-1914), martyr emblématique du nationalisme afrikaner.

En vertu des liens du Dominion, l'Afrique du Sud s'était retrouvée automatiquement engagée dans le conflit européen par la déclaration de guerre du Royaume-Uni à l'Allemagne. Le gouvernement de l'Union avait immédiatement exprimé sa loyauté envers Londres, invoquant l'honneur et le devoir de l'Afrique du Sud, et mobilisé des troupes pour être envoyées sur le front en Europe. Londres avait demandé également que l'Union s'empare des ports du Sud-Ouest africain allemand et de tous les postes militaires de la colonie germanique. Pour une importante partie de la communauté afrikaner, l'idée de se battre pour le Royaume-Uni était extrêmement impopulaire en dépit de la propagande de Botha qui justifiait l'engagement du pays comme une aide apportée pour défendre l'indépendance des petites nations, faisant ainsi un parallèle avec les anciennes républiques boers,. Un groupe d'anciens officiers de la guerre des Boers, dont certains prestigieux s'éleva contre cet engagement dans la guerre. La mort du général Koos de la Rey, tué par la police, provoque une rébellion, en l’occurrence le ralliement du général Manie Maritz et de son régiment aux troupes coloniales allemandes du Sud-Ouest et le soulèvement de Boers dans les régions rurales. Mal organisés et mal armés, les rebelles sont écrasés et leurs chefs arrêtés ou tués. Face à cet engrenage, D.F. Malan considère comme inopportun de forcer une population réticente et encore traumatisée, à entrer en guerre au côté de leurs anciens ennemis à plus de 10 000 km de leur pays. Selon lui, la décision du gouvernement d'envahir le Sud-Ouest africain n'est que l'étincelle qui enflamme le baril de poudre rempli par le gouvernement Botha. Il justifie la rébellion comme seul moyen pour un groupe de population qui s'estime menacé dans son identité et son existence. Il tente sans succès d'obtenir la grâce pour Jopie Fourie, l'un des rebelles condamné à mort. Il revoit à cette occasion Jan Smuts, ministre de la Défense, avec qui il constate que leurs points de vue ne sont pas conciliables et qui l'éconduit,.
Pour D.F. Malan, la seule chance du gouvernement de retrouver un consensus au sein de la population blanche est d'accorder la liberté et l'égalité des droits pour les deux communautés et leurs deux langues respectives afin d'en finir avec l'impérialisme. Pour lui, la seule entité existante permettant d'éviter la division des Afrikaners est l'Église réformée néerlandaise à condition qu'elle soit unie et non divisée elle-même entre plusieurs chapelles indépendantes. Sa conviction est que l'Église étant un lien d'unité entre les Afrikaners, elle ne doit pas se diviser et légitimer de la sorte les divisions politiques qui menacent toute possibilité d'union de la nation afrikaner.

### La conférence des Églises réformées (1915)
Lors de la conférence des Églises réformées néerlandaises en janvier 1915 à Bloemfontein, soutenu par l'ancien modérateur et théologien Andrew Murray, il fait preuve d'hégémonie qui permet d'éviter un schisme au sein de l'Église dont l'unité est malmenée par le soutien à donner ou non à la rébellion Maritz. Il fait notamment entériner à l'unanimité de nouveaux principes conceptuels à savoir que les Afrikaners sont un peuple élu de Dieu et que la NGK est leur seule Église. Celle-ci doit être une haute autorité morale et agir pour défendre leurs intérêts dont l'identité nationale. Il défend l'idée que tout chrétien doit respecter la loi du gouvernement dans toutes les différentes sphères de la vie, et que l'on ne peut résister à une autorité légitime que pour des raisons très importantes et justifiables,.

### L'éditorialiste politique

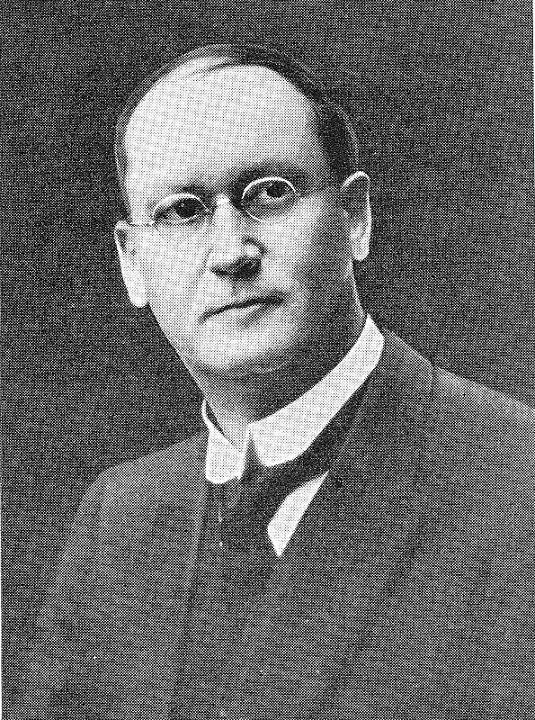
D.F. Malan.

À la suite de sa rupture avec le Parti sud-africain, James B. Hertzog, fonde le Parti national (National Party – NP), un parti dont l'organisation est déconcentrée au niveau provincial. Cette nouvelle formation nationaliste qui se constitue d'abord dans l'État libre d'Orange puis au Transvaal a besoin d'un journal influent au Cap pour lui servir de porte-parole et pour relayer ses idées dans la province du Cap. Il a besoin également d'une maison d'édition. Des hommes d'affaires locaux fondent alors De Nationale Pers à Stellenbosch et font le siège de Malan, reconnu pour sa stature morale et intellectuelle dans les rangs nationalistes, pour devenir rédacteur en chef du nouveau journal d'inspiration nationale-chrétienne, Die Burger.
Après avoir émis des réserves, notamment à cause des implications politiciennes contraire à ses principes d'hommes d'Église, puis consulté plusieurs hommes politiques, des chefs de l'Église et reçu de nombreuses lettres de soutien, Malan accepte le poste en juin 1915.
Lors de son sermon d'adieu le 13 juin 1915, Malan rompt publiquement avec son ancien mentor, le professeur Valeton, concernant l'incompatibilité supposée entre la politique et les principes c'est-à-dire entre le monde religieux et le monde laïque. Il réaffirme son soutien à la séparation de l'Église et de l'État tout en déclarant que tous, laïcs ou religieux, sont redevables devant Dieu. Pour D.F. Malan, la reconnaissance de la suprématie divine dans la vie politique est une première étape pour résoudre les problèmes tels que l'éducation, le problème des Blancs pauvres, les tensions ethniques entre les Anglo-sud-africains et les Afrikaners, et le manque de responsabilité gouvernementale envers ses citoyens. Dans l'esprit de Malan, la nation afrikaner est déchirée par la plus grande crise qu'elle n'a jamais eu à affronter. Pour lui, il est de son devoir de quitter l'Église et de rejoindre les rangs de ceux qui ont plongé dans l'arène politique avec la Bible sous le bras. Il s'agit aussi dans son esprit de poursuivre, par un autre biais, son grand idéal de créer une Église unie, ce qui a été impossible à cause des profondes divisions politiques au sein de la nation afrikaner. Faire l'union de la nation afrikaner est pour D.F. Malan un impératif existentiel. En substance de son sermon, il quitte sa congrégation afin de prêcher à la nation entière, mais sur le terrain de la politique, et lui faire reconnaître ou admettre ce qu'il considère comme son destin de peuple élu. Accompagné de sa belle-mère et de ses demi-sœurs, il quitte la congrégation de Graaff-Reinet pour s'installer à Tamboerskloof, un quartier de la ville du Cap situé sur les pentes de Lion's Head et de Signal Hill, afin d'entamer une nouvelle carrière dominée par la politique.
Le premier numéro de De Burger parait le 27 juillet 1915. D.F. Malan y signe son premier éditorial en forme de proclamation intitulé Aan allen, die ons volk liefhebben (À tous ceux qui aiment notre nation). Parallèlement, il participe à de nombreuses réunions publiques où il expose sa profession de foi politique. Ses débuts politiques sont néanmoins difficiles non seulement parce qu'il est très vite l'objet de vives attaques politiques de la part de ses adversaires contre lesquelles il n'arrive pas à répondre mais aussi parce que sa démarche intellectuelle est remise en cause par la lettre du théologien calviniste Andrew Murray dans laquelle il conteste son argumentation de Graaff-Reinet. Aux yeux de l'opinion publique, D.F. Malan devient le prédicateur néerlandais ce qui lui vaut des quolibets dans certains milieux pro-Botha qui l'accusent de renier son serment d'homme d'Église.
En septembre 1915, D.F. Malan est élu président du Parti national de la province du Cap (De Nationale Partij van de Kaap-Provincie) lors de son congrès fondateur à Middelburg. Une fois constitué, le nouveau parti demande sa filiation au Parti national de l'Union sud-africaine. Candidat aux élections parlementaires d'octobre 1915 avec l'appui de son journal, il échoue à enlever le siège de Cradock face à Harry van Heerden, député sortant du Parti sud-africain et ministre de l'Agriculture dans le gouvernement Botha tandis qu'au niveau provincial, le NP n'emporte que 7 des 51 circonscriptions de la province du Cap. Il est de nouveau candidat en 1917 à Victoria West lors d'une élection partielle mais est battu de 16 voix par le candidat du Parti sud-africain.
En tant que rédacteur du journal De Burger de 1915 à 1923, ses éditoriaux sont marqués par leur éloquence pour avancer des idées répondant aux aspirations nationales des Afrikaners. Sous sa direction, le journal gagne en respectabilité dans un contexte difficile qui est celui de la Première Guerre mondiale. Mêlant chroniques en néerlandais et comptes rendus en afrikaans, le journal devient aussi un important instrument de diffusion pour le second mouvement littéraire afrikaans. L'une des revendications de Malan est d'ailleurs la création d'une nouvelle communauté nationale où l'afrikaans serait utilisé à parité avec la langue anglaise dans la sphère publique.
Dans ses éditoriaux, D.F. Malan évoque également souvent les sentiments d'infériorité des Afrikaners vis-à-vis des institutions dominées par les Anglo-sud-africains. Dans son approche de la pauvreté des Blancs, il distingue notamment 3 sources de pauvreté et propose des solutions : la première des formes de source de pauvreté qu'il classifie concerne ceux qui sont physiquement diminués (personnes âgées, malades, handicapés). Pour ceux-là, D.F. Malan propose la mise en place d'un système d'assistanat par le recours aux actions philanthropiques traditionnelles. La deuxième source de pauvreté qu'il identifie est due à des éléments extérieurs (situation économique, catastrophes naturelles, guerre). Pour celle-ci, il propose la mise en place d'un système d'aide à la recherche d'emploi. La troisième source de pauvreté qu'il distingue est le refus de certains de travailler et pour ceux-là, il propose une forme de coercition par le biais notamment de l'éducation, la rééducation ou de l'apprentissage.
Pour Malan, l'amélioration du statut social des pauvres Blancs passe aussi par leur recrutement comme force de travail dans l'industrie. Jusqu'à ce stade, D.F. Malan n'évoque jamais les populations de couleurs d'Afrique du Sud sauf dans le cadre des relations de travail. C'est par le biais du problème des Blancs pauvres qu'il aborde pour la première fois les relations raciales en Afrique du Sud. Pour Malan, l'arrivée concurrentielle des Noirs sur le marché de l'emploi est un obstacle non seulement à l'amélioration du statut social des pauvres Afrikaners mais aussi un danger pour le maintien de la domination blanche de l'Afrique du Sud ce qui justifie à ses yeux la nécessité d'une ségrégation stricte dans l'industrie. Selon D.F. Malan, les populations noires ont quelque chose que certains Blancs pauvres n'ont pas : la volonté de travailler et d'apprendre et, in fine, celle de s'élever socialement, menaçant alors l'ordre social et racial existant. Selon les observations de l'éditorialiste afrikaner, les populations noires ont moins de besoins matériels que les Blancs et travaillent davantage pour des salaires moins importants. À ce rythme, Malan subodore qu'ils deviendront plus « civilisés » que les Blancs pauvres et demanderont des salaires plus élevés pour assumer un nouveau mode de vie de type occidental. Il déplore parallèlement le comportement de certains Blancs qui refusent des emplois non qualifiés au prétexte qu'ils sont selon eux dégradants et « bon pour les Noirs » (kaffir work). Il constate même qu'ils exigent des missions d'encadrement alors qu'ils n'ont pas les compétences requises tandis que par leur expérience dans des emplois non qualifiés, les Noirs acquièrent des compétences. Face à cette situation, D.F. Malan propose de mettre les Blancs pauvres au travail à un salaire et un niveau d'emploi qui serait à égalité de traitement avec les populations noires afin que ces dernières ne soient pas moins coûteuses pour les employeurs. Cependant, selon ses préjugés darwinistes, il ne doute pas que dans cette situation concurrentielle égalitaire, les pauvres Blancs se montreront plus performants que les Noirs. Loin de défendre le colour bar, tout juste estime-t-il qu'une stricte ségrégation soit imposée au niveau des conditions de travail afin de préserver le sentiment de supériorité sociale du Blanc pauvre. Son modèle de comparaison est alors le Sud des États-Unis et, à l'instar de Francis William Reitz, ne parle pas de ségrégation mais de séparation (afskeiding).
L'un des premiers succès notables de Malan en tant qu'éditorialiste n'en fut pas moins son implication active dans le lancement et le financement du mouvement Helpmekaar, une mutuelle d'entraide créée pour payer les amendes des rebelles afrikaners à la Première Guerre mondiale. Le mouvement se révèle un très bon instrument de propagande du nationalisme afrikaner dans la province du Cap et constitue un palliatif du manque de discipline et aux conflits politiques internes qui caractérisent alors le Parti national que ce soit au niveau fédéral ou au niveau provincial.

## L'homme influent du Parti national

### Le choix des idéaux

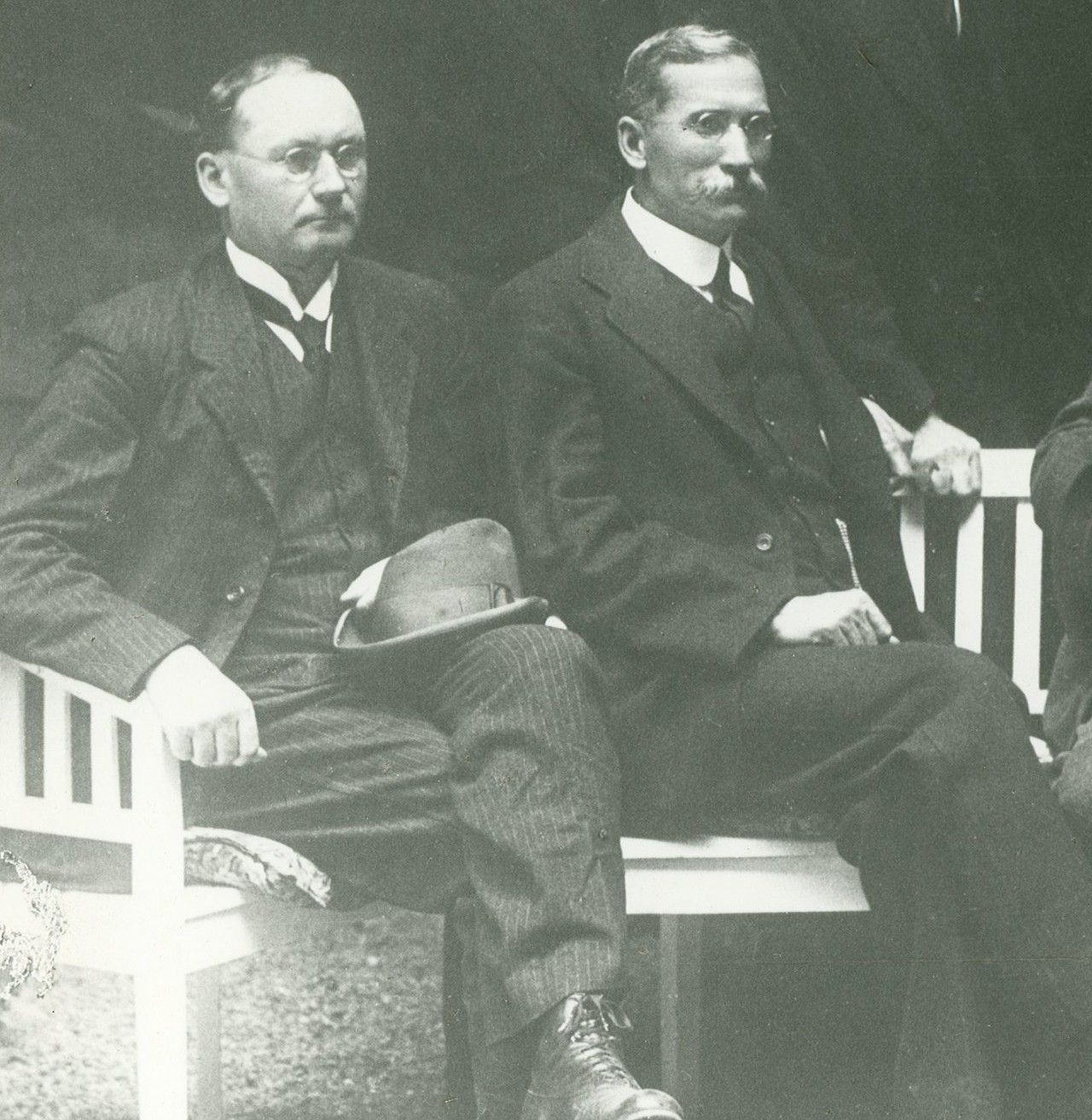
D.F. Malan et JBM Hertzog en 1919.

À l'approche de la fin de la Première Guerre mondiale, le droit à la restauration ou à l'autodétermination des petites nations est évoqué par le président américain Woodrow Wilson et le Premier ministre britannique David Lloyd George. Ces déclarations rencontrent de l'écho chez les vétérans de la guerre des Boers et encouragent Tielman Roos, le chef du parti national au Transvaal, à réclamer publiquement l'indépendance de l'Afrique du Sud et simultanément l'établissement de la République. Il tente de faire adopter ces principes par J.B.M. Hertzog et par le conseil fédéral du parti national où il se heurte à D.F. Malan et aux représentants de la province du Cap, où le sentiment républicain est très loin d'être répandu chez les électeurs, notamment parce qu'ils estiment la question de l'indépendance prématurée et politiquement dommageable dans une province peuplée d'anglo-Afrikaners. Cet épisode est l'occasion pour Hertzog et Malan de faire preuve de diplomatie interne pour éviter une scission entre le parti national du Cap et ceux des provinces boers. En août 1918, lors du congrès fédéral du parti national à Bloemfontein, un compromis est adopté, fondé sur la distinction à faire entre d'une part la demande la pleine souveraineté de l'Afrique du Sud vis-à-vis du Royaume-Uni et d'autre part le soutien à l'établissement d'une forme républicaine de gouvernement. Le congrès se termine par le soutien unanime du parti à la motion de Woodrow Wilson et de Lloyd George sur le droit à l'autodétermination des nations et l'application de ce principe à l'Afrique du Sud.
De retour au Cap, D.F. Malan doit convaincre son auditoire et son lectorat composé non seulement de républicains afrikaners mais aussi d'Anglo-sud-africains nationalistes et d'anglo-Afrikaners, loyalistes à la l'Empire britannique. Le premier discours qu'il prononce sur ce sujet, et qui est sans doute l'un des plus importants de sa carrière, se révèle suffisamment en nuance et pédagogique pour parvenir à faire admettre à son auditoire la distinction entre l'idéal d'une pleine indépendance de l'Afrique du Sud (une souveraineté politique qu'il soutient activement et qui est acceptable pour l'ensemble des citoyens) et celui de la République (une forme de système de gouvernement non acceptée par tous et qui est pour lui négociable et relève de la seule volonté des électeurs). Il en profite pour en appeler à ce que l'Afrique du Sud soit dotée de son propre drapeau national, constitutif selon lui d'un État souverain et symbole patriotique capable d'unir les deux sections afrikaans et anglophones de la population. Finalement, ce discours est acclamé dans les rangs nationalistes du Cap et renforce encore le leadership de D.F. Malan qui réduit ainsi au silence ses concurrents internes les plus directs.

### L'élection au parlement
Bien que D.F. Malan ait confirmé sa position à la direction du parti, il reste fragilisé par le fait qu'à deux reprises, il ait échoué à se faire élire au parlement. Certains de ses opposants internes avaient mis en doute sa volonté politique de faire avancer réellement les idées du parti. Quand W.P. Louw, le député de la circonscription rurale de Calvinia, annonce sa démission du parlement pour convenance personnelle, il propose immédiatement à D.F. Malan de prendre sa succession comme candidat du parti national pour l'élection partielle organisée en janvier 1919. Malan accepte et est élu avec 488 voix d'avances sur son adversaire. Son entrée au Parlement lui permet alors de conforter encore davantage sa position de chef provincial du parti national.

### Les tribulations de la délégation de l'indépendance
Sous l'impulsion de Tielman Roos, le parti national envoie en mars 1919 une délégation à la conférence de paix à Paris afin d'y plaider le rétablissement de l'indépendance des deux anciennes républiques boers (la République sud-africaine du Transvaal et l'État libre d'Orange) ou à défaut une autonomie constitutionnelle pour l'Union sud-africaine. D.F. Malan fait partie de la délégation conduite par Hertzog. Il ne se fait aucune illusion sur le résultat de l'entreprise mais a décidé d'être solidaire envers ses collègues de parti et perçoit le capital politique qu'il peut tirer de sa loyauté.
Le déplacement se fait dans un contexte difficile pour les nationalistes afrikaners. Qualifiés de traitres par les loyalistes anglo-sud-africains, ils sont empêchés d'embarquer sur le navire britannique qui devait les amener en Angleterre. Pour D.F. Malan, ce n'est pas une surprise et il s'attendait à ce genre de désagréments. Pendant la guerre, les locaux du journal De Burger, qualifié par les loyalistes de journal pro-allemand ou de journal ennemi, avaient été à plusieurs reprises saccagés. Finalement, c'est sur un cargo néerlandais qu'ils traversent l'Atlantique au cours d'un voyage rocambolesque de 4 semaines pour arriver cependant à New York et non en Angleterre.
C'est la première fois que D.F. Malan se rend en Amérique et est époustouflé par les gratte-ciels de la ville. La délégation est l'objet de curiosités, que ce soit celle des journalistes mais aussi celle de personnalités locales. Malan et plusieurs membres de la délégation profitent de leurs quelques jours aux États-Unis pour se rendre à Washington qui l'émerveille tout autant. C'est aussi l'occasion pour eux d'être reçus par le secrétaire du président Wilson lors de leur visite de la Maison-Blanche. Après une dizaine de jours, ils ont l'occasion d'embarquer sur un autre navire néerlandais à destination de l'Angleterre. Ils sollicitent une audience auprès de Lloyd George mais celui-ci est à Paris à la conférence de la paix.
Ils se rendent alors en France et tentent d'obtenir, pendant un mois, audience auprès du premier ministre britannique mais aussi auprès du président américain. Ils tentent aussi d'obtenir des audiences auprès des conférenciers mais sont éconduits. Finalement, l'entretien avec Lloyd George a lieu. Après un réquisitoire contre les suprémacistes britanniques, Hertzog tente de convaincre le premier ministre de comprendre les aspirations nationales des Afrikaners et termine par réclamer l'indépendance des anciennes républiques boers voire l'entière souveraineté de l'Union Sud-Africaine. Interrogé par Lloyd George sur la position des populations noires d'Afrique du Sud sur le sujet de l'indépendance, Hertzog se montre hésitant et reconnait que peut-être les populations noires n'y sont pas favorables, du moins au niveau des mouvements politiques qui s'expriment en leur nom. À la grande surprise de la délégation du parti national, Lloyd George leur annonce à ce moment qu'une autre délégation, représentant les populations noires, venait d'arriver à Paris. Avant d'ajourner l'entretien, il fait aussi remarquer que le gouvernement sud-africain est composé d'Afrikaners. En fait pour Lloyd George, la délégation de Malan et Hertzog n'est pas légitime et n'est aucunement représentative des aspirations du peuple sud-africain. Dans une lettre qu'il leur adresse quelques jours plus tard, il caractérise leur délégation comme étant non représentative et issue d'un parti minoritaire, souligne l'existence de la population blanche anglophone, celle des populations noires et proclame son admiration pour Louis Botha et Jan Smuts et sa confiance dans leur conduite des affaires pour constituer un nouveau pays loin des amertumes de la guerre. Il termine en précisant que la délégation n'a en ce sens aucune raison légitime pour présenter ses doléances devant la conférence. Ce faisant, en déclarant que les Sud-Africains sont déjà souverains, il permet à la délégation de ne pas revenir les mains vides en Afrique du Sud. Celle-ci est d'ailleurs dubitative sur le raisonnement de Lloyd George, contestant notamment son argumentation vis-à-vis des populations noires alors que le Royaume-Uni ne reconnait pas lui-même le droit des Africains à l'autodétermination dans ses propres colonies.
Avant de regagner sa terre natale, Malan se rend en Provence dans le village de Mérindol d'où venaient ses ancêtres français et après avoir visité Avignon, il rejoint Amsterdam d'où il retrouve les membres de la délégations. Leur retour en Afrique du Sud s'effectue via un détour par le canal de Suez et Batavia dans les Indes néerlandaises où ils attendent leur correspondance pour l'Afrique du Sud durant 3 semaines. Ils arrivent finalement à Durban, un bastion anglophone d'Afrique du Sud, le jour même où Jan Smuts forme le nouveau cabinet de l'Union, à la suite du décès de Louis Botha durant leur voyage de retour. À Pietermaritzburg où une réception de leurs partisans est organisée en leur honneur, les loyalistes les accueillent à coups d'œufs et de divers projectiles les obligeant à quitter précipitamment la ville.
De retour au Cap, D.F. Malan doit gérer les tentatives de rapprochement politique effectuées localement durant son absence entre le SAP et le NP et qui échouent sur la question de la souveraineté constitutionnelle et sur la rhétorique républicaine.

### Le propagandiste politique
D.F. Malan joue un rôle important dans la rédaction du programme politique du parti national, axé sur le droit des Afrikaners à l'autodétermination et le droit pour l'Union Sud-Africaine de devenir pleinement souveraine. Il plaide en ce sens avec éloquence dans les éditoriaux qu'il publie. Ces questions sur l'autodétermination et le droit à la sécession deviennent des thèmes majeurs de campagne lors de la campagne électorale de 1920. La question raciale n'est pas alors au centre des préoccupations politiques des Blancs sud-africains. La préoccupation majeure des Afrikaners qui soutiennent le parti national est de déchirer l'Union Jack, de ressusciter les républiques boers et d'extirper le volk (le peuple afrikaner) de sa misère.
Les élections de 1920 débouchent sur une impasse politique avec un parlement sans majorité. Le Parti National a réussi à obtenir 44 députés, essentiellement issus de circonscriptions rurales, et la majorité relative face au Parti sud-africain du premier ministre Jan Smuts (41 députés), aux unionistes (25) et aux travaillistes (20 députés). Le parti national est néanmoins isolé sans stratégie d'alliance. Les tentatives de coalition entre le SAP et le NP échouent une fois de plus sur les questions liées à la souveraineté nationale et à l'autodétermination. Le premier ministre sortant, Jan Smuts, obtient alors le ralliement des Unionistes de Sir Thomas Smartt pour former un nouveau gouvernement.
À la suite de la fusion du parti unioniste et du parti sud-africain, Smuts provoque de nouvelles élections en février 1921 qu'il remporte avec 75 sièges, reléguant le parti national (45 sièges) en deuxième force politique du pays.
À la suite de ces élections, D.F. Malan décide de se consacrer exclusivement à sa carrière de parlementaire et laisse son poste d'éditorialiste à Frederik Rompel, un assimilé Afrikaner qui a la particularité d'être catholique de naissance et marié à une femme de confession juive.
En tant que parlementaire, D.F. Malan dépose une proposition de loi restreignant la vente et la consommation d'alcool. Avec le soutien très actif de l'Église réformée néerlandaise, D.F. Malan tente d'obtenir le soutien de son groupe parlementaire à ce texte de loi, dont celui d'Hertzog et des élus du Free State. Finalement, alors que l'intervention de l'Église dans les affaires publiques est dénoncée par une partie des parlementaires du NP et que Hertzog y est hostile, sa proposition de loi est repoussée par seulement 4 voix de majorité.
Sur un autre front, Malan et le NP s'attèlent à trouver des alliés politiques et tentent de remédier à l'impopularité du NP au sein des électorats coloureds et noirs de la province du Cap. Malan estime notamment que le NP est victime d'une campagne de diabolisation de ses adversaires consistant entre autres à décrire le NP comme un ennemi naturel des populations de couleurs. En 1921, à la suite d'une fusillade qui provoqua la mort de 163 membres d'une secte religieuse noire, tués par la police à Queenstown (Cap-Oriental), D.F. Malan envoie un télégramme aux membres survivants pour leur dire que « qu'aucune race n'a montré de plus grand amour pour l'Afrique du Sud que la population autochtone. Qu'elle est un modèle de vrai patriotisme et qu'elle a sa place au côté des nationalistes dans la même arène politique ». Le discours et les tentatives d'approches des Coloureds par Malan et Hertzog rencontrent surtout un certain intérêt auprès de ces derniers, notamment de l'African People’s Organisation (APO), un parti politique représentatif de la communauté métis. En 1922 et 1923, Hertzog effectue ainsi ses premiers discours devant des audiences composées de Coloureds dans lesquels il loue leur niveau de civilisation, qu'il estime égale à celle des Blancs du point de vue politique et économique, tout en affirmant la nécessité de maintenir une séparation sociale (sosiale gelykstelling) entre Coloureds et les autres groupes de population.
Le vote des femmes fait aussi l'objet de propositions ou de projets de loi. En 1923, pour la 4e fois, une proposition de loi pour donner le droit de vote aux femmes est déposée au parlement. Elle est rejetée par une seule voix de majorité. Les membres du parti national ont voté majoritairement contre à l'instar de D.F. Malan, notamment parce que sur ce thème les femmes blanches anglophones sont plus mobilisées que les femmes Afrikaners. Néanmoins, nombre de ces dernières proches du parti national comme Esther Malan s'engagent sur ce thème, d'autant plus qu'elles participent déjà à la vie politique du parti en organisant pour celui-ci des collectes de fonds. En mai 1923, 3 mois après le rejet du texte, D.F. Malan est signataire avec 7 autres parlementaires nationalistes d'une déclaration appelant à l'intégration des femmes dans le débat politique sans aller pour autant explicitement à soutenir leurs revendications en matière de droit de vote. Plus particulièrement, la déclaration est un appel aux femmes à s'organiser politiquement pour renforcer les thématiques du parti national face à leurs adversaires politiques. Dans les faits, Esther Malan devient la présidente d'un nouveau parti politique, spécifiquement féminin, le Nasionale Vroue Party (NVP), liée au parti national, et dont le congrès fondateur a lieu en décembre 1923 en présence de D.F. Malan.
Lors de la révolte du Rand, sévèrement réprimé par Smuts, D.F. Malan, se montre particulièrement modéré lors des débats parlementaires au contraire de ses collègues des bancs du parti national, particulièrement vindicatifs. Il se heurte pourtant assez vigoureusement à Smuts quand il s'inquiète de voir l'image de la police, impliquée dans les violences contre les mineurs afrikaners, se dégrader au risque d'apparaître, pour la population, comme un instrument de la chambre des mines et non plus comme le gardien de l'ordre public. Durant toute cette période, il évite de jeter de l'huile sur le feu, même face aux accusations de bolchevisme, et reste en retrait laissant les radicaux, loyalistes ou nationalistes, se déchainer les uns contre les autres.

### Le galvanisateur de l'alliance avec les travaillistes
À la suite de la révolte du Rand, le parti national se rapproche du parti travailliste de Frederic Creswell grâce aux bons office de Tielman Roos. Bien que le parti travailliste soit anglophone et surtout loyaliste vis-à-vis de l'Empire britannique, les deux formations signent un pacte d'alliance électoral au prix, pour Hertzog d'une mise en sourdine des revendications républicaines et de la promesse de ne pas faire sécession de l'Empire Britannique et de valider toute proposition d'alternative institutionnelle par un référendum. S'il est au début réticent au sujet de cette coalition et craint que le NP ne transige sur ses principes fondamentaux, D.F. Malan est rassuré par l'accord de coopération passé entre les deux partis. La coopération avec le parti travailliste lui permet d'exprimer pleinement son aversion du capitalisme qui s'inscrit pleinement dans sa vision du monde où s'affrontent les forces impérialistes face aux nationalistes. Opposé au capitalisme parce qu'il crée et oppose des catégories de classe au sein d'une même nation, il n'en est pas pour autant socialiste car il considère le socialisme comme une force subversive qui menace l'autorité légitime et ignore les spécificités culturelles et individuelles.
Lors du grand congrès du parti national du Cap, il justifie les fondements de la coalition et, comparant avec les alliances et la politique du Premier ministre Gladstone, déclare qu'« avec ses aspirations à une plus grande liberté, ses batailles contre l'impérialisme, le militarisme et la domination des monopoles capitalistes, le parti national est en fait le grand parti libéral d'Afrique du Sud ».
Pour convaincre le plus grand nombre d'électeurs de l'efficacité de cette coalition, Malan s'attèle également à démontrer que les revendications du parti concernant la création d'un drapeau national ou d'une citoyenneté sud-africaine ne sont pas incompatibles avec le statut du pays au sein de l'Empire britannique. Pour séduire notamment les loyalistes afrikaners ou anglo-sud-africains déçus par Smuts, il assure que le parti national n'est pas une formation républicaine ou un parti cherchant à imposer la république mais qu'il plaide pour la restauration des droits des anciennes républiques boers et pour le droit à l'autodétermination du Cap et du Natal. En fait, Malan ne fait qu'exprimer à haute voix le changement d'orientation du parti national opéré après le retour d'Europe de la délégation sud-africaine et désormais axé, non sur la sécession et l'indépendance de chacune des 4 provinces sud-africaines, mais sur le principe d'autodétermination de l'Union de l'Afrique du Sud dans son ensemble, sans pourtant aller vers l'adoption d'un statut républicain ou vers la sécession du Royaume-Uni. Le principe désormais défendu est celui de l'Afrique du Sud d'abord (South Africa First) dans le cadre d'un nationalisme sud-africain rassemblant les deux groupes linguistiques de la population blanche.
Si ces discours sont facilement audibles et bien reçus au Cap, ce n'est pas le cas au Transvaal où Tielman Roos, l'homologue de Malan, se montre moins diplomatique et déclare que la république reste l'objectif à atteindre, au risque de rompre prématurément le pacte avec les travaillistes. Cette dichotomie interne au parti national profite à Malan qui évoque lyriquement le jour attendu où les anglophones seront assis côte à côte avec les Afrikaners du NP.
Les nationalistes se rapprochent également de Clements Kadalie, le chef d'un syndicat noir, l'industrial and commercial workers union (ICU). Si James B. Hertzog éprouve de la sympathie pour Kadalie, comprend ses aspirations et effectue une donation à l'ICU, D.F. Malan va encore plus loin et fait lire un message lors d'une réunion électorale des électeurs noirs du Cap à Queenstown. Dans ce message, D.F. Malan déclare « qu'aucune race n'a démontré plus d'amour pour l'Afrique du Sud que le « natif » et que c'est de la sorte une preuve de véritable patriotisme. Il doit en conséquence avoir sa place au côté des nationalistes ».

## Ministre dans le gouvernement Hertzog (1924-1933)
La coalition travailliste et nationaliste remporte les élections générales de 1924 (63 sièges pour le parti national, 18 pour les travaillistes et 52 pour le parti uni), bénéficiant de la mobilisation de l'électorat afrikaner tant rural qu'ouvrier et urbain. Cette mobilisation a profité également de l'appel de plusieurs formations noires tel le congrès national africain à sanctionner le parti de Jan Smuts alors que de nombreux coloureds votent pour les forces du pacte. Celles-ci ont également bénéficié du soutien d'une petite partie de l'électorat anglophone et notamment de celui de membres du parti communiste sud-africain.
James B. Hertzog, le nouveau premier ministre, forme un gouvernement dans lequel D.F. Malan devient un des ministres les plus importants, responsable des affaires intérieures, de la santé publique et de l'éducation. Bien qu'il ne soit pas vice-premier ministre (fonction d'abord dévolue à Tielman Roos puis à Nicolaas Havenga), sa prééminence sur les autres membres du gouvernement est indiscutable. Dans les milieux gouvernementaux, il est d'ailleurs considéré comme un stratège politique visionnaire et avant-gardiste. Après s'être déjà distingué comme un parlementaire accompli, un adversaire politique intransigeant et un débatteur doué, il acquiert en tant que ministre une solide réputation pour son travail intensif et la compétence de ses services.

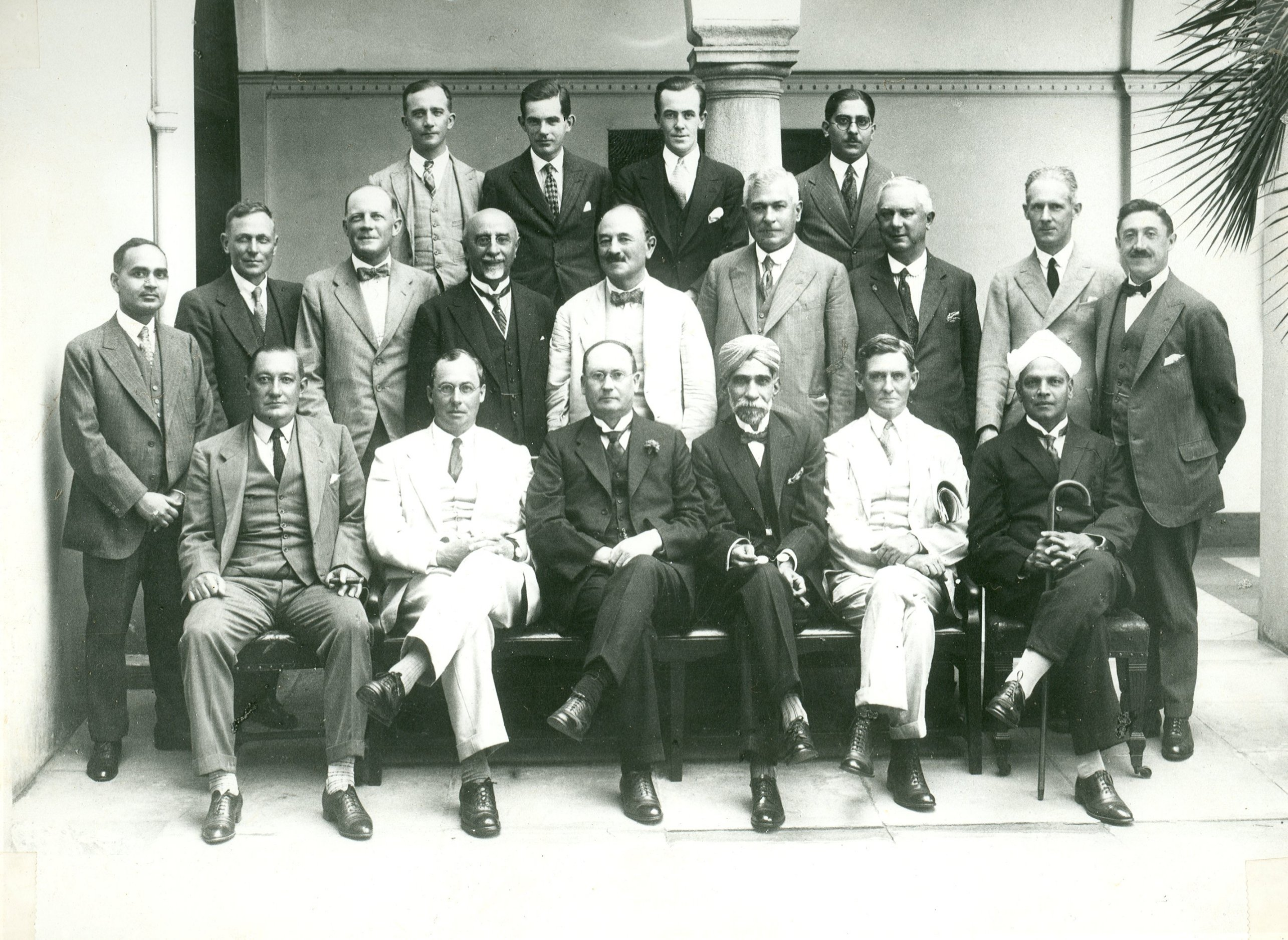
Conférence indo-sud-africaine de décembre 1926 : D.F. Malan, au centre au premier rang, entouré des membres des délégations indiennes et sud-africaines.

En 1925, en tant que ministre de l'intérieur et de l'éducation, il obtient un vote à l'unanimité du parlement sur la substitution du néerlandais par l'afrikaans comme langue officielle au côté de l'anglais. Il met également en œuvre le bilinguisme dans la fonction publique et obtient une augmentation des subventions et contributions financières pour l'éducation supérieure et technique.
En tant que ministre de l'intérieur, il impose un système de quotas d'immigrants pour certains pays, le but étant d'endiguer une trop forte immigration de pays anglophones. En 1927, D.F. Malan préside au Cap une conférence inter-gouvernementale entre l'Afrique du Sud et les représentants du gouvernement des Indes Britanniques. Il s'y prononça pour l'augmentation des aides financières au retour en Inde des Hindous d'Afrique du Sud. La conférence se termina par la signature du Cape Town Agreement of 1927.
Afin de sortir des impasses institutionnelles entre la Chambre basse du parlement (dominée par le parti national) et la chambre haute (dominée par l'opposition), il pilote un amendement à la Loi sur l'Afrique du Sud de 1909 permettant de modifier la composition du Sénat mais aussi permettant au gouverneur général de dissoudre celui-ci dans les douze jours suivant une élection générale.

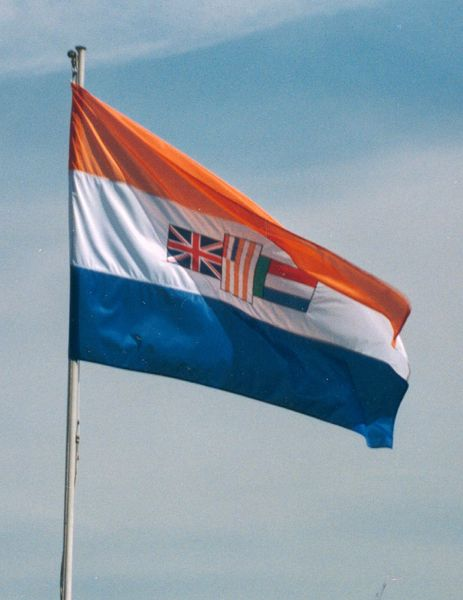
Le drapeau de l'Union Sud-Africaine (1928-1994).

Entre 1925 et 1927, D.F. Malan est aussi le ministre chargé des négociations sur les projets de lois traitant de la citoyenneté sud-africaine et du drapeau national. Deux premières propositions de drapeau national furent déposés en 1925 et 1926 sans obtenir de soutien de la majorité parlementaire. Sur ce thème s'opposaient ceux favorables au maintien de l'Union Jack comme drapeau officiel de l'Afrique du Sud, ceux favorables à son incorporation dans un nouveau drapeau national et ceux favorables à son éradication pure et simple. D.F. Malan est de ceux qui sont hostiles aux concessions à l'Union Jack tandis que Hertzog, Havenga et Roos sont disposés à faire des concessions pour obtenir un vote.
Après de nombreuses discussions, la question est renvoyée à un comité spécial tandis que le général Hertzog décide de prendre directement l'affaire en main, reléguant alors D.F. Malan au second plan sur ce sujet. En dépit de la déception de plusieurs nationalistes de voir l'Union Jack finalement figurer sur la proposition de nouveau drapeau national, D.F. Malan, qui s'est résigné et refuse de provoquer un schisme au sein du parti, présente le projet de loi qui est voté et adopté le 23 juin 1927. Le drapeau tricolore de l'Union Sud-Africaine, comportant les drapeaux de l'ancienne république sud-africaine du Transvaal, de l’État libre d'Orange et l’Union Jack, est hissé pour la première fois le 31 mai 1928, jour anniversaire du traité de Vereeniging et de la fondation du dominion sud-africain.

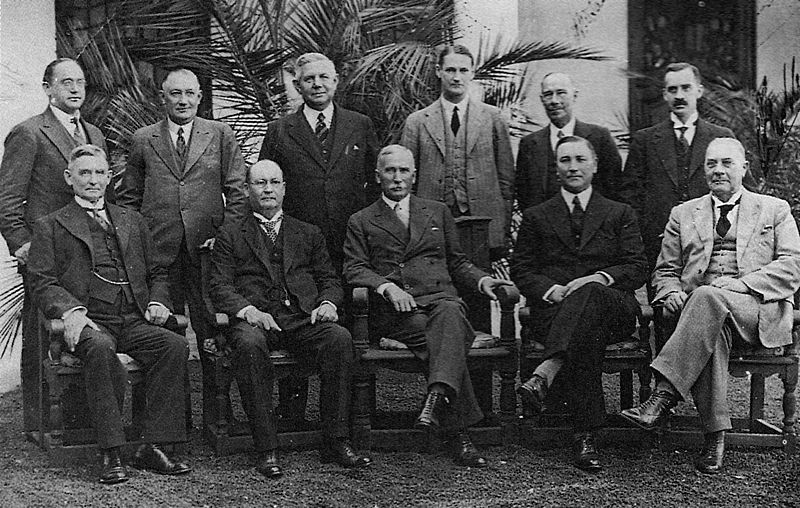
Le gouvernement Hertzog en 1929:
Au premier rang (assis):
Frederic Creswell, D.F. Malan, J.B.M. Hertzog, Nicolaas Havenga et P.G.W. Grobler
Au second rang (debout)
Oswald Pirow, Jan Kemp, A. Fourie, E.G. Jansen, H.W. Sampson et C.W. Malan.

Après les élections de juin 1929, remportées par le parti national, cette fois avec une majorité absolue des sièges, Hertzog n'a plus besoin des travaillistes mais reconduit l'alliance avec Creswell. Malan conserve ses portefeuilles ministériels et en 1930, joue un rôle de premier plan pour faire accorder le droit de vote aux femmes (blanches) et pour placer les qualifications aux élections générales sur un pied d'égalité entre les quatre provinces.
Mais avec le déclin du Parti travailliste, combiné aux querelles internes au sein du parti national lui-même dont Tielman Roos fut l'un des protagonistes, le parti au pouvoir est progressivement affaibli. En outre, une sécheresse dévastatrice et la dépression économique mondiale frappe l'Afrique du Sud. En septembre 1931, la Grande-Bretagne abandonne l'étalon-or. Tielman Roos, en rupture de ban et qui espère prendre la place de Hertzog, prône l'abandon de l'étalon-or et un gouvernement d'union nationale. Le Parti national est alors tiraillé par diverses tendances politiques. Malan et Hertzog refusent les avances de Roos et lui préfèrent une offre de Jan Smuts pour former un gouvernement de coalition (février 1933). Bien que Smuts fut un ami intime de sa famille depuis leur enfance commune, D.F. Malan affiche peu d'enthousiasme pour cette initiative parce qu'il craint qu'une telle union avec des anglophiles, fussent-ils Afrikaners, ne nuisent aux intérêts généraux de la population afrikaner. Néanmoins, il se présente aux élections de mai 1933 comme candidat de la Coalition formé du parti national et du parti sud-africain. Si cette coalition remporte une victoire écrasante, D.F. Malan refuse cependant de figurer dans le nouveau gouvernement dirigé par Hertzog et dont Smuts est le vice-premier ministre. Il continue cependant de soutenir Hertzog.

## Le chef du Parti National purifié

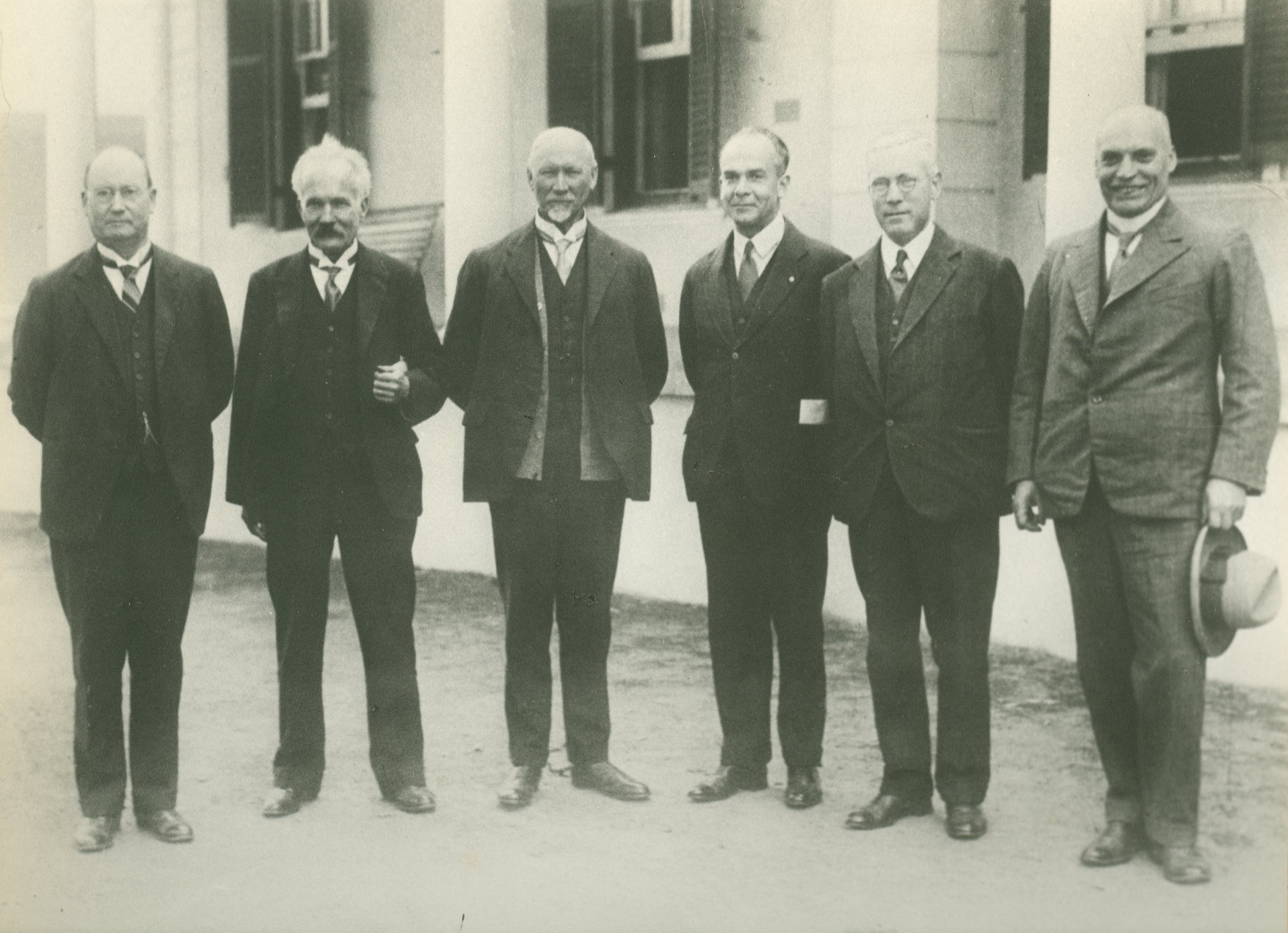
DF Malan (à gauche) en 1931 à l'université de Stellenbosch au côté de CJ Langenhoven, Jan Smuts, Hendrik Johannes Van der Byl, Petrus Johannes Du Toit et François Stephanus Malan.

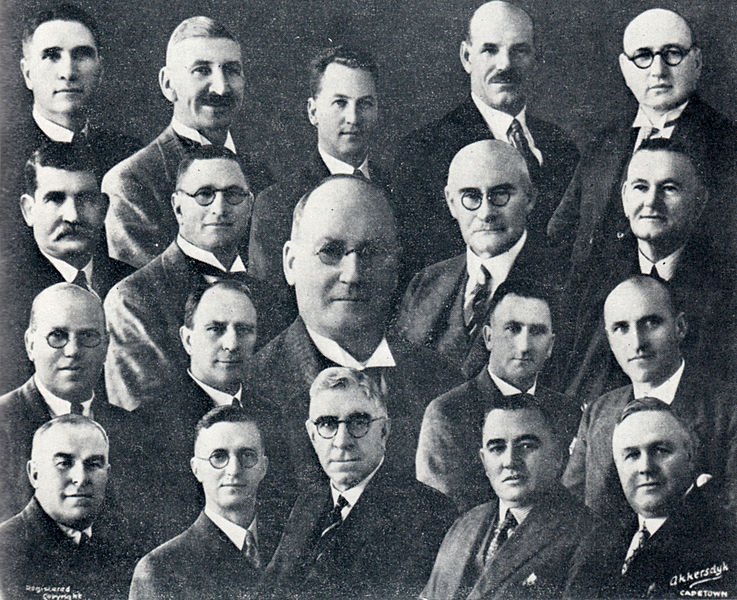
Les dix-neuf députés nationalistes qui refusent, autour de Daniel Malan, la fusion avec le parti uni et fondent le Parti national purifié.

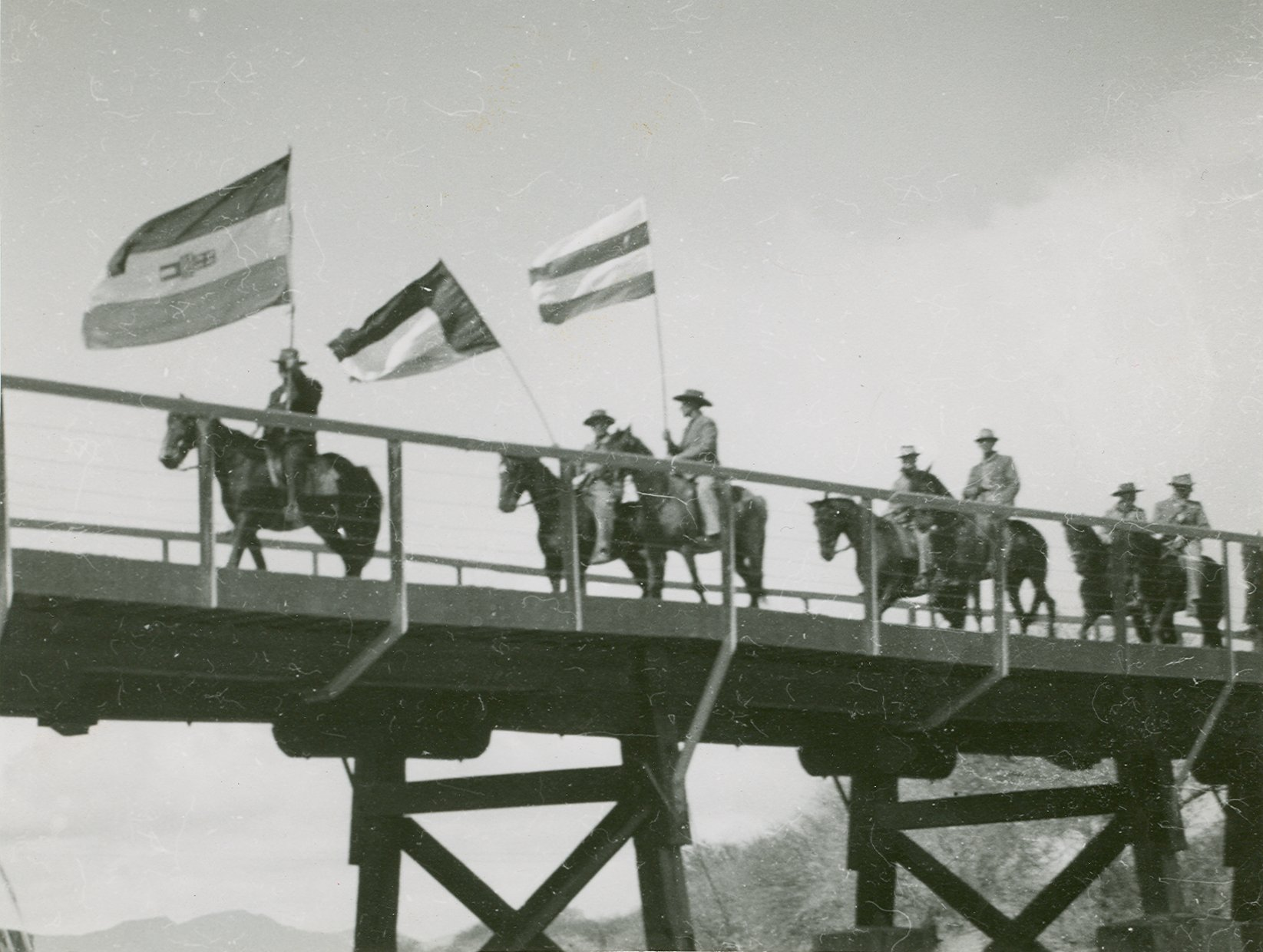
Célébrations du centenaire du Grand Trek (1938).

Après les élections de mai 1933 et la formation du gouvernement, un mouvement à l'échelle nationale propose de consolider la coalition par la fusion des deux partis qui la compose. Maintes et maintes fois, D.F. Malan s'oppose à cette éventualité, notamment lors du congrès du Parti national en octobre 1933. Selon lui, la fusion des deux partis ne peut aboutir tant les opinions d'Hertzog et de Smuts diffèrent sur des sujets fondamentaux tels que la divisibilité de la Couronne, le droit de rester neutre et le statut souverain de l'Union. Si Malan parvient à obtenir l'adhésion du parti national au Cap, les sections du parti dans les autres provinces rallient Hertzog et la proposition de fusion. En arrière-plan, Hertzog et Malan maintiennent les contacts mais la décision est prise de fusionner le parti national et le parti sud-africain dans le Parti uni d'Afrique du Sud (5 décembre 1934).
Sous l'égide de D.F. Malan, le parti national de la province du Cap, ne participe pas à la fusion et décide de maintenir son identité séparée en tant que « Parti national purifié ». Il garde le soutien du groupe de presse Nasionale Pers tandis que 18 députés se joignent à Malan pour constituer la nouvelle opposition officielle à la Chambre basse du parlement.
Durant ces années, les querelles entre les fusionnistes et le Parti national purifiée sont fortes et houleuses. En 1937, un rapport officiel préconise que les gens de couleurs (Coloureds) soient intégrés sur les listes électorales ordinaires des quatre provinces, leur conférant ainsi un droit de vote égal à celui des Blancs sur l'ensemble du territoire sud-africain. Malan et ses partisans s'y opposent et demandent au contraire une ségrégation politique et résidentielle entre les Blancs et les Métis. Une autre pomme de discorde est la question institutionnelle : le parti national réclame l'établissement d'une république en Afrique du Sud. Pour des raisons tactiques, Hertzog avait abandonné cette revendication historique du parti qu'il avait créé en 1914. Toutefois, sur la question de la neutralité de l'Afrique du Sud en cas d'une guerre impliquant la Grande-Bretagne, Hertzog est en accord avec Malan pour refuser l'implication automatique du pays dans un tel conflit.
Lors des élections de 1938, avec 247 000 voix, le Parti National Purifié gagne une petite dizaine de sièges et confirme son statut d'opposition officielle tandis qu'au parti uni, les dissensions apparaissent entre Hertzog et Smuts. L'année 1938 est en outre marquée par le centenaire du grand Trek dont les célébrations sont marquées par un très fervent et généralisé nationalisme afrikaner à travers tout le pays, activé par de nombreuses associations ou sociétés culturelles.

## Le chef du Parti National réunifié
Le déclenchement de la Seconde Guerre mondiale en septembre 1939 divise le gouvernement entre les partisans de la neutralité et ceux de la participation au conflit. Hertzog plaide pour la neutralité. Sa motion reçoit au parlement le soutien de Malan. Pour eux, les liens moraux qui unissent l'Afrique du Sud à la Grande-Bretagne ne font pas du premier l'obligé du second. Au terme du statut de Westminster et du South Africa Act, l'Afrique du Sud a le droit selon eux de proclamer sa neutralité. Si elle ne peut maitriser son destin, elle n'est plus qu'une esclave.
En dépit de l'appoint des députés du parti national, la motion de Hertzog est rejetée par treize voix de majorité à la Chambre de l'Assemblée. Hertzog doit se démettre de sa fonction de premier ministre qu'il laisse à Jan Smuts, partisan de la participation de l'Afrique du Sud à la guerre. Quelques jours plus tard, dix mille manifestants anti-guerre se réunissent à Monumentkoppie près de Pretoria pour honorer Hertzog et Malan qui y scellent officiellement leur réconciliation. Hertzog et ses partisans quittent le Parti Uni pour rejoindre le Parti national désormais "réunifié" (Herenigde Nasionale Party of Volksparty, janvier 1940). L'idéal républicain est réaffirmé dans le programme du parti que Malan propose de voir diriger par Hertzog. Mais celui-ci refuse en raison de divergences de point de vue et de l'hostilité de plusieurs membres de la jeune génération nationaliste et en novembre 1940, décide de se retirer de la vie politique laissant Malan être désigné chef de parti en avril 1941.
Les années 1941 à 1943 sont politiquement difficiles pour Malan. Le nationalisme afrikaner est divisé sur fond de guerre mondiale. De nombreux afrikaners participent à l'effort de guerre ou participent au combat au côté des Britanniques sur tous les fronts, africains et européens. D'autres, sous la direction notable de Johannes Frederik Janse van Rensburg, un ancien partisan de Malan, s'organisent au sein de la belliqueuse Ossewabrandwag (sentinelle des chars à bœufs), un mouvement extrémiste nationaliste hostile à l'engagement sud-africain dans la guerre. D'autres à l'instar de l'ancien ministre Oswald Pirow fondent des organisations dissidentes explicitement pro-nazies. D'autres s'engagent dans un nationalisme plus modéré comme le parti afrikaner, fondé par Nicolaas Havenga, le plus proche collaborateur de Hertzog. Si D.F. Malan n'a pas d'attirance pour le nazisme ou le fascisme, il sait se révéler opportuniste en fonction des circonstances, notamment quand ces idéologies se font connaitre en Afrique du Sud au début des années 1930 et animent les débats chez les intellectuels afrikaners. Cependant, le rejet des idéologies totalitaires demeure une caractéristique constante de la profession de foi politique de Malan depuis son entrée dans la vie publique. Il défend d'ailleurs l'idée que la démocratie est inhérente à l'héritage ouest-européen des Afrikaners et constitue un aspect inaliénable de leur identité nationale.
En 1942, Malan rédige un projet de constitution publié dans les deux quotidiens de langue afrikaans (Die Burger au Cap et Die Transvaler à Johannesbourg) où il évoque la ségrégation territoriale et l’inégalité entre Blancs et non-Blancs sur la base d'un « paternalisme chrétien », plaçant les premiers au-dessus des seconds.
Lors des élections de 1943, en remportant 42 sièges (+ 16) et 36 % des suffrages, Malan gagne son bras de fer contre les dissidences de droite, dont celle de Oswald Pirow, alors que le Parti Uni de Smuts confirme sa domination sur la vie politique sud-africaine (105 sièges). Dans ces circonstances, le leadership de Malan sur la cause nationaliste est renforcé et confirmé l'année suivante lors d'une élection partielle à Wakkerstroom, quand le Parti National réunifié fait tomber dans son escarcelle ce bastion du parti uni. En vue des élections générales de 1948, Malan refonde son programme qu'il concentre plus particulièrement sur les mesures relatives au problème racial, le communisme, les intérêts économiques de l'Union, le traitement de questions sociales comme la santé, l'alimentation, le logement et le retour des soldats en Afrique du Sud. En 1944, Malan expose notamment au parlement la vision du parti national en matière de relations raciales et se réfère pour la première fois au terme d'Apartheid, déjà utilisé ou défini depuis le milieu des années 1930 par plusieurs intellectuels dont ceux de l'université de Stellenbosch. Se référant au néo-calvinisme néerlandais de Abraham Kuyper et à la philosophie de Johann Fichte, Malan considère que l'Afrique du Sud est un ensemble de nations qui doivent se développer séparément, conformément à leur culture et à leur histoire. En conséquence, les Afrikaners ont le droit et le devoir de se séparer des autres peuples. Faisant de ce principe de séparation un dogme, il lui confère une connotation quasi religieuse. L'emploi du mot apartheid se généralisera dès les premiers débats politiques qui suivent la Seconde Guerre mondiale.
Au sortir de celle-ci, le premier ministre Jan Smuts est en position de force, célébré comme un héros de guerre et comme une personnalité internationale reconnue qui a fait de l'Afrique du Sud un membre fondateur des Nations unies et le principal rédacteur du préambule de sa charte. Smuts est inattaquable au sein de son parti. Par contre, au sein du parti national, D.F. Malan doit faire face aux ambitions d'une nouvelle génération nationaliste dont le mot d'ordre est l'instauration immédiate de la République et la rupture des liens privilégiés avec la Grande-Bretagne. Ces républicains afrikaners, menés par un groupe d'hommes qui revendique d'être intransigeant sur leurs principes, sont principalement issus du Transvaal (Johannes Strijdom) et du Free State (Charles Swart). Ils furent quelques années auparavant, et au grand dam de Malan, responsables de la rupture avec James Barry Hertzog en 1940 et mettent en péril l'accord électoral négocié par Malan avec le petit Parti afrikaner de Nicolaas Havenga. Ainsi, aux tensions internes longeant des lignes régionales coïncident ainsi des tensions générationnelles. 

## Le premier ministre de l'apartheid (1948-1954)

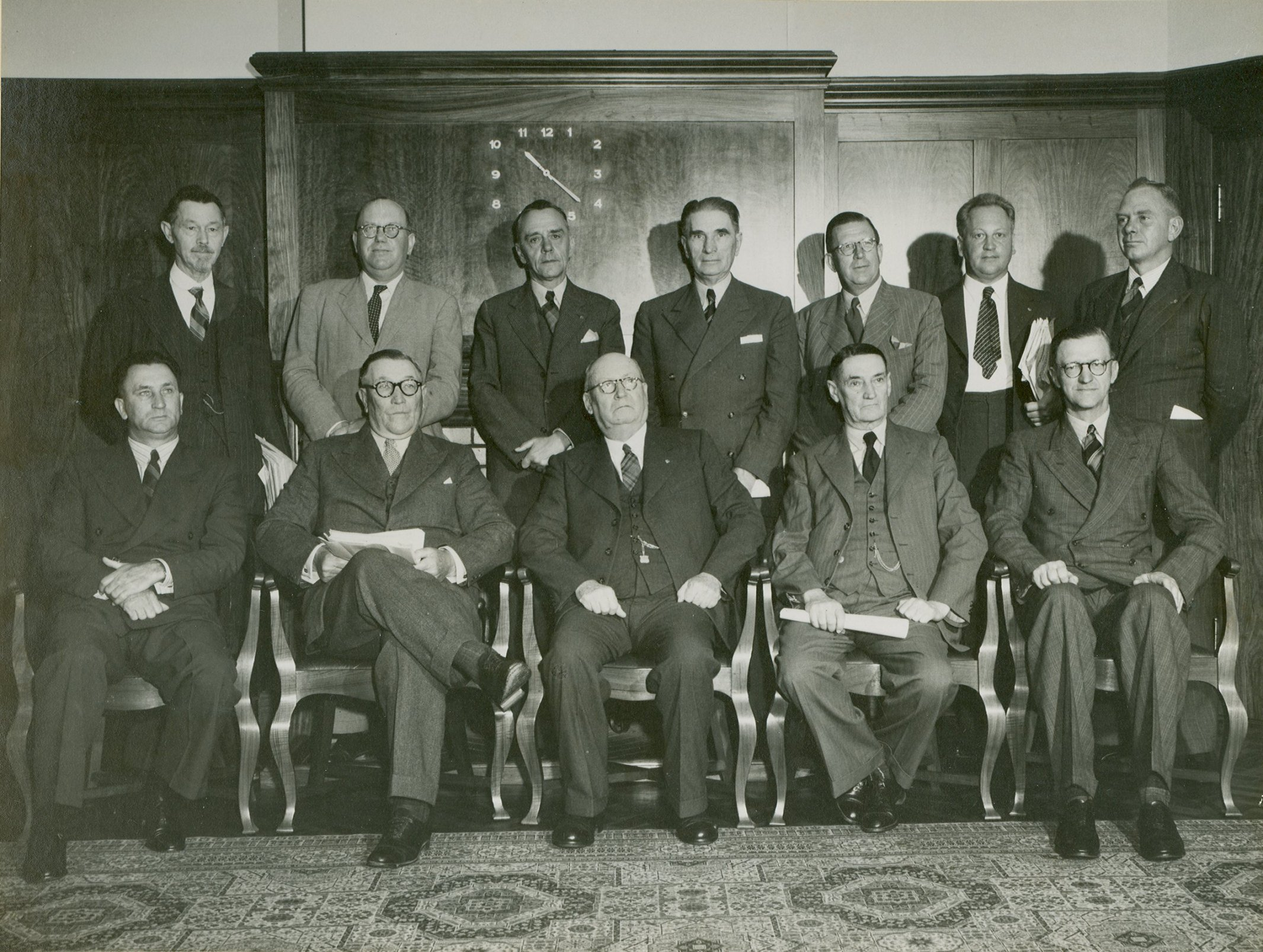
Le 1er gouvernement nationaliste en 1948, dirigé par DF Malan
au premier rang:JG Strijdom, Nicolaas Havenga, Daniel François Malan (premier ministre), E.G. Jansen, Charles Swart
Au second rang: A.J. Stals, P.O. Sauer, Eric Louw, S.P. le Roux, Theophilus Dönges, François Christiaan Erasmus et Ben Schoeman.

En mai 1948, le Parti National réunifié, allié au Parti afrikaner, gagne les élections générales contre le Parti uni de Smuts en proposant l'instauration de l'Apartheid, une politique opposée au concept d'égalité, et qui codifie et prolonge la "Colour bar", en vigueur dans la plupart des colonies britanniques, et qui réglementait les relations interraciales. La victoire est étriquée. la nouvelle majorité parlementaire ne dispose à la chambre basse que de 5 sièges de majorité et est minoritaire au Sénat. Surtout, la sur-représentation en sièges des circonscriptions rurales a bénéficié aux nationalistes, minoritaires en voix, face à la coalition de Smuts.
Quand D.F. Malan est nommé premier ministre le 4 juin 1948, il est déjà âgé de 74 ans. En prenant enfin le pouvoir au bout de trente années de carrière parlementaire, il s'exclame « Aujourd'hui l'Afrique du Sud nous appartient une fois de plus... Que Dieu nous accorde qu'elle soit toujours nôtre. ». Ce nous désigne les Afrikaners. Et le gouvernement qu'il forme comprend exclusivement des Afrikaners, tous membres de l'Afrikaner Broederbond, à l'exception de deux d'entre eux, Eric Louw et Nicolaas Havenga (son vice-premier ministre et ministre des finances). Seuls trois membres du nouveau gouvernement (Malan, Havenga et Jansen) ont déjà eu une expérience ministérielle, les autres sont des novices. Il était de tradition que le cabinet reflète les contributions des différentes provinces à la victoire électorale.

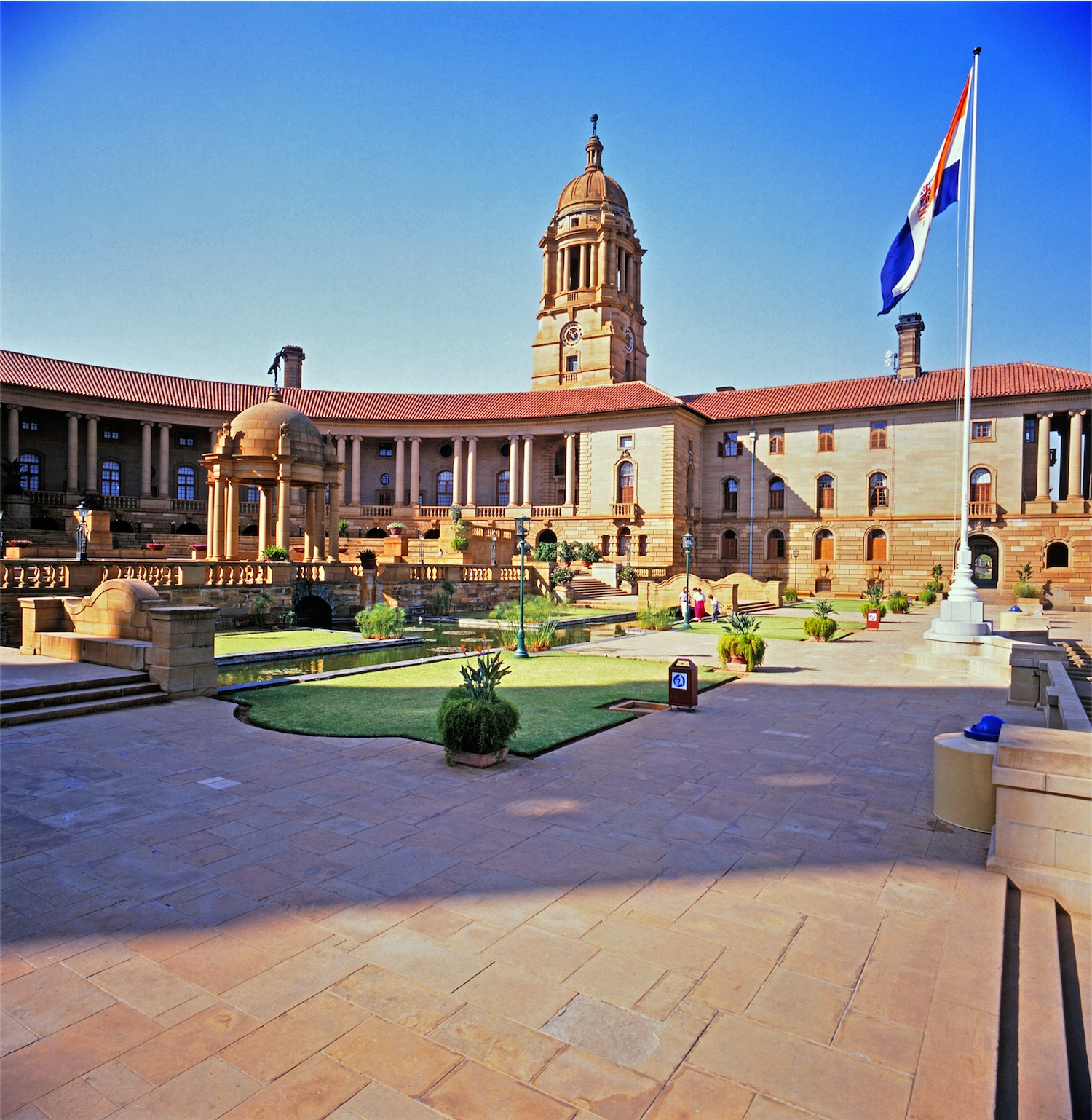
D.F. Malan entre aux Union Buildings en juin 1948.

En l'occurrence, c'est le Transvaal qui avait apporté la victoire à Malan et au parti national. Ses représentants nationaux s'attendaient donc à obtenir au moins 5 sièges au sein du cabinet. Ils furent particulièrement déçus de constater qu'au contraire, D.F. Malan avait écarté cette tradition et préféré répartir les sièges au cabinet en fonction du mérite et des compétences et non en fonction de la représentation provinciale. Ils furent encore plus dubitatifs quand ce principe de nomination au mérite récompensa de nombreux intimes de Malan comme Paul Sauer, Theophilus Dönges ou encore François Christiaan Erasmus et que seuls Johannes Strijdom et Ben Schoeman se retrouvaient à représenter le Transvaal. D.F. Malan offrit cependant des sièges à leurs partisans d'autres provinces (Charles Swart, Stephanus Petrus le Roux et Eric Louw) afin de maintenir l'unité du parti. Il offrit également le poste de ministre des finances à Nicolaas Havenga, ancien proche adjoint de James Barry Hertzog et chef du parti Afrikaner. Havenga allait déployer envers Malan la même loyauté qu'il avait manifestée envers Hertzog et devenir l'un de ses intimes et amis personnels.
Les cinq premières années de D.F. Malan en tant que premier ministre sont orageuses sur le plan intérieur. En plus de luttes intestines au sein du cabinet, il est constamment attaqué par ses adversaires politiques au parlement et dans la presse anglophone, puissante et globalement acquise au parti uni. Les anglophones acceptent mal l'autorité d'un gouvernement dont certains membres ont souhaité durant la guerre la défaite des Alliés. Pourtant, D.F. Malan cherche à rassurer l'électorat anglophone et l'assure qu'aucun citoyen blanc non afrikaner n'aura à souffrir de discrimination. Néanmoins, ses premières mesures visent l'immigration anglophone par la restriction des conditions d'obtention de la nationalité sud-africaine, y compris pour les ressortissants du Commonwealth (South African Citizenship Act et Immigration Act).

### La mise en place de l'apartheid

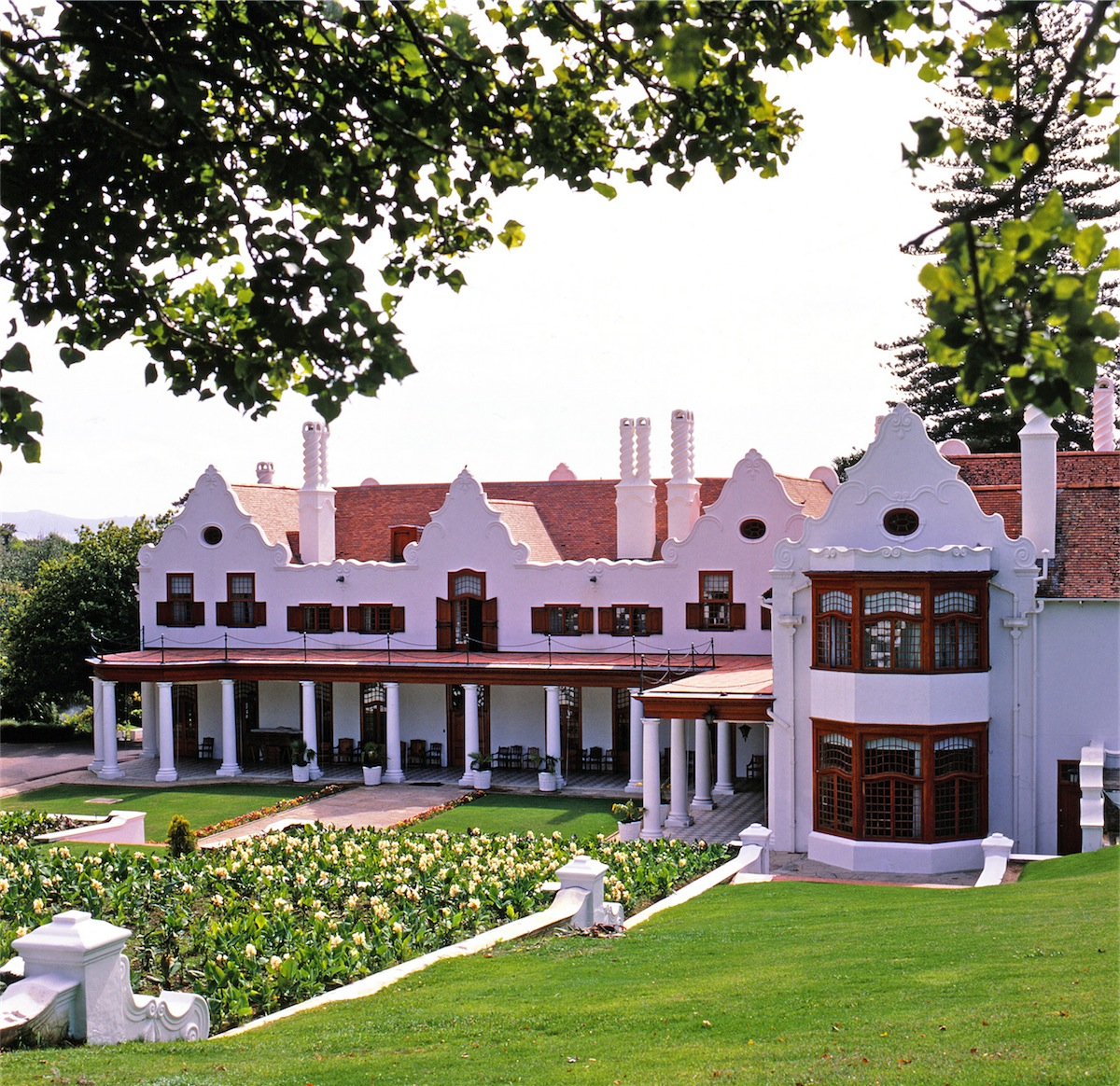
Groote Schuur, résidence officielle du premier ministre d'Afrique du Sud au Cap.

D.F. Malan ne s'était jamais passionné pour les questions relatives aux Noirs. Pour lui, la priorité était de pallier la pauvreté des petits Blancs, qu'elle soit matérielle ou spirituelle. Pour Malan, l'équilibre racial reposait sur un accord tacite entre Noirs et Blancs fondé sur le respect et l'exemplarité que ceux-ci devaient inspirer. Or les comportements des Blancs situés au plus bas de l'échelle sociale pouvaient remettre en cause cet équilibre et faire perdre au Blanc sa position dominante. Dans son journal de voyage au Congo, il écrivait que les Blancs ne devaient pas se sentir menacés par les populations autochtones mais plutôt par la dégradation spirituelle et matérielle de leurs concitoyens d'ascendance européenne. Cette dégradation pouvait à ses yeux détruire le respect naturel des peuples non civilisés envers les peuples civilisés. C'est pourquoi, régler le problème des Blancs pauvres devait permettre de gérer la question autochtone. Il pensait par conséquent que les politiques blanches, qui consistaient à refuser le droit de vote aux populations noires sous prétexte d'infériorité en leur déniant en même temps tout droit à l'éducation, étaient passées à côté de l'essence même du problème.
Dans un premier temps, il avait confié le ministère des affaires indigènes à un pragmatique modéré, Ernest George Jansen, qui maintint la tradition libérale du Cap et se montra plus préoccupé par la réhabilitation des réserves ou la pénurie de logements dans les townships. Alors que son cabinet est souvent en plein chaos et que les luttes de pouvoir font rage autour de lui, D.F. Malan reste impassible et refuse par principe de s'impliquer dans le travail de ses ministres, fixant le cap de la politique à conduire tout en leur laissant la plus grande marge de manœuvre pour son application. C'est dans ces conditions que durant les deux mandats de Malan, en grande partie sous la responsabilité des ministres Theophilus Dönges et Charles Swart, l'arsenal législatif de l’apartheid allait concrètement et rapidement se mettre en place, dans le but existentiel de préserver l’identité du « Volk » (le peuple afrikaner). Ainsi, le refus de toute mixité génétique et raciale est inscrite dès la loi de 1949 sur l’interdiction des mariages interraciaux (illégaux, ils sont passibles des tribunaux) et celle de 1950 sur l’interdiction des relations sexuelles interraciales. En 10 ans, près de 4 000 personnes seront condamnés en vertu de cette loi. Mise à part Margaret Ballinger, la représentante au parlement des populations de couleur du Cap, cette législation ne rencontre guère d'opposition et laisse indifférente la grande majorité de la population blanche.
En 1950, le "Groups Areas Act" (la loi fondamentale de l'apartheid) renforce la ségrégation résidentielle au prix du déplacement de centaines de milliers de personnes dont quelques dizaines de milliers de Blancs. Il s'agit pour les nationalistes de freiner le processus d'urbanisation des Noirs et de contrôler les transactions immobilières et l'occupation des sols.
La même année, une loi sur l’immatriculation de la population ("Population Registration Act") institutionnalise la classification raciale pour chaque habitant du pays âgé de plus de 16 ans.
En 1951, sous la pression de la commission des affaires indigènes du parlement où siègent notamment Pieter Willem Botha et Albert Hertzog, Malan remplace Jansen par Hendrik Verwoerd au ministère des affaires indigènes. Pendant les huit années suivantes, Verwoerd allait jeter les bases du projet de grand apartheid centré autour de la création de bantoustan.
Avec le recul, l'apartheid se révèle ne pas être une politique nouvelle mais plutôt une variante d'une politique raciale générale remontant au XVIIe siècle et connue dans les territoires dominés par les Hollandais puis les Boers sous le nom de baasskap (domination du patron). Avant l'arrivée au pouvoir du parti national de Malan, la politique indigène des gouvernements de l'Union Sud-Africaine est constamment présentée comme un expédient provisoire en attendant que, devenues « civilisées, les masses indigènes » aient accès à la citoyenneté. Après 1948, l’apartheid rompt avec le pragmatisme de la Colour bar et avec la discrimination conjoncturelle héritée de l’ère coloniale. La spécificité affichée de l'apartheid est dès lors d'établir et d'imposer une stricte séparation entre les races que ce soit au niveau politique, économique et social. Théoriquement, selon les déclarations de D.F. Malan, l'objectif de l'apartheid est la division du pays en deux parties avec d'un côté les Noirs et d'un côté les Blancs, sans que les premiers continuent à être les réservoirs de main d'œuvre des seconds. La mise en œuvre de ce système répond à l'objectif d'assurer la position personnelle de l'Afrikaner en Afrique du Sud, par crainte du swart gevaar (le péril noir), à savoir la crainte d'un soulèvement de millions de Noirs (population majoritaire dans le pays) qui balaieraient le peuple afrikaner, sa langue, sa culture, ses institutions et toute sa manière de vivre. Ce principe d'apartheid devient pour plusieurs décennies la pierre angulaire de la politique nationale, figeant le système et les rapports entre races. Pour nombre de chefs d’États étrangers où sévit déjà une séparation plus subtile voire coutumière entre les classes, les ethnies ou les religions, la ségrégation affichée et revendiquée de l’apartheid va leur permettre d'utiliser à leur profit la politique intérieure de l'Afrique du Sud et de faire de ce pays un bouc émissaire providentiel.

### La crise constitutionnelle et le droit de vote des métis
De 1951 à 1956, le gouvernement Malan mène une véritable bataille constitutionnelle pour radier les coloureds des listes électorales communes et instituer des collèges électoraux séparés. Politiquement, la mesure permettrait de priver le parti uni et le parti travailliste de voix déterminantes dans plus de la moitié des 55 circonscriptions de la province du Cap. En 1951, une loi est votée au terme de laquelle les Coloureds et métis du Cap et du Natal seraient désormais représentés au parlement par 4 députés blancs élus pour 5 ans sur des listes séparés. La loi est vivement attaquée par l'opposition parlementaire. Des manifestations sont organisées par l'association des vétérans de guerre, avec le soutien de la Springbok Legion. Partout dans le pays se forment des mouvements de soutien au maintien des métis sur les listes électorales communes. Celui des Torch Commando dirigés par Louis Kane-Berman et Adolph Malan, héros de la bataille d'Angleterre, est le plus emblématique de ces mouvements. Le mouvement reçoit l'appui financier de Harry Oppenheimer et forme un front commun avec le parti uni et le parti travailliste. Finalement, la question de la suprématie législative du Parlement se retrouve placée au centre des débats après l'invalidation de la loi par la Cour suprême par référence au South Africa Act. La tentative de D.F. Malan de contourner la décision est également un échec. Le succès des nationalistes aux élections générales de 1953 ne parvient pas à lui faire acquérir la majorité nécessaire pour modifier la constitution alors qu'au sein même du parti national, plusieurs de ses membres à l'instar de Nicolaas Havenga sont réticents à modifier le droit de vote reconnu constitutionnellement aux métis et Coloureds du Cap.
À la fin de son premier mandat, en dépit du chaos qui règne au sein du cabinet, le gouvernement de D.F. Malan aura ainsi fait adopter les lois piliers de l'apartheid mais aura échoué dans son entreprise de dissocier les droits électoraux entre blancs et métis du Cap.

### La mise en œuvre des revendications nationalistes et républicaines

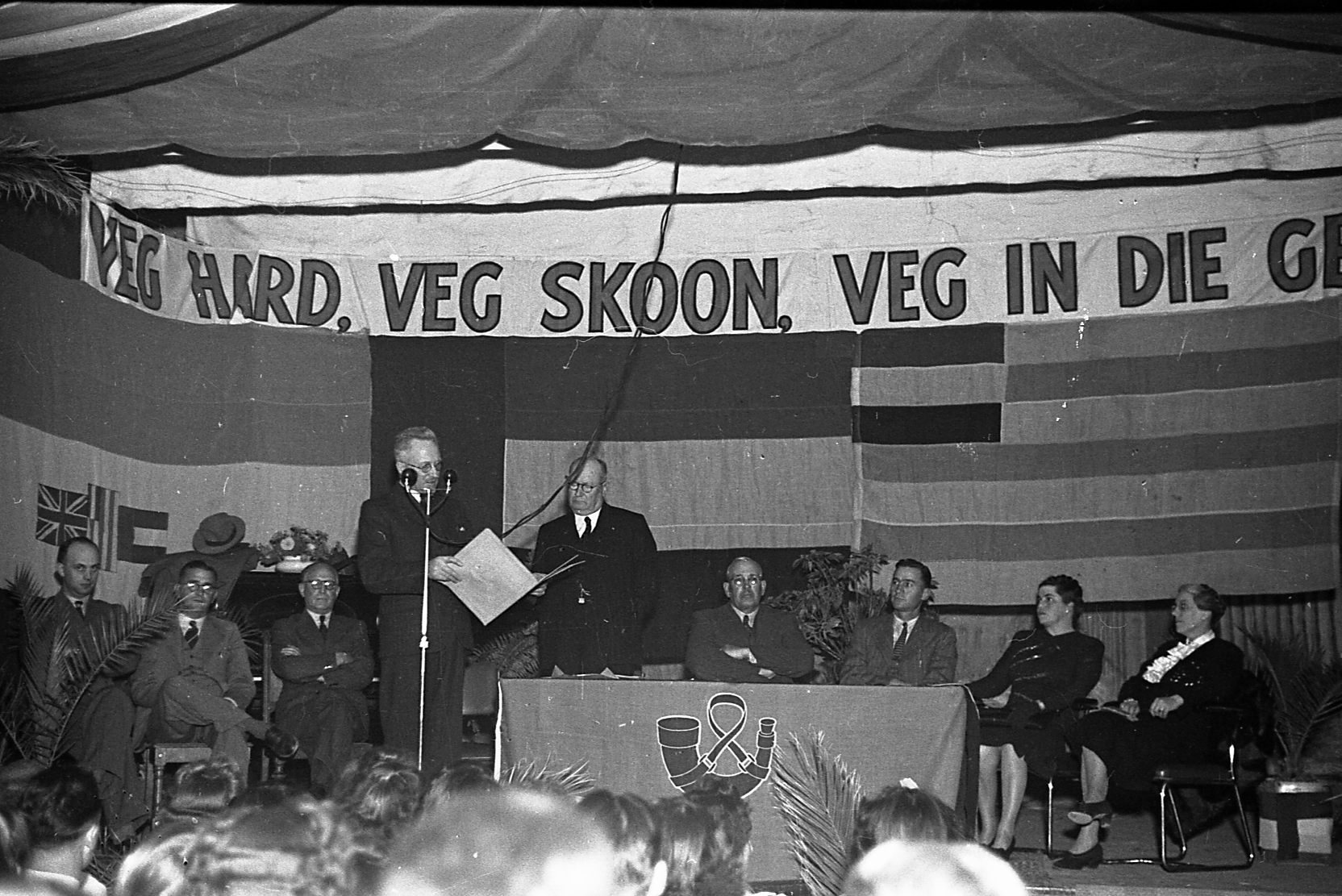
D.F. Malan à une réunion électorale du parti national du Sud-Ouest africain le 30 juillet 1947 à Windhoek.

Mise à part l'entrée en vigueur des premières lois d'apartheid, la scène politique intérieure est marquée par plusieurs succès nationalistes.
En 1949, ils obtiennent du parlement l'octroi de la représentation parlementaire pour les électeurs blancs du Sud-Ouest africain (alors administré par l'Afrique du Sud en vertu d'un mandat de la société des Nations). Les élections y ont lieu le 30 août 1950 et sont un succès pour le parti national réunifié qui remporte les 6 sièges de députés et les 4 sièges de sénateurs (2 élus et 2 nommés). Cette représentation du Sud-Ouest Africain au sein du parlement de l'Union Sud-Africaine provoque les premières complications sérieuses dans les relations de l'Afrique du Sud avec les Nations unies.
L'idée d'incorporer les protectorats britanniques d'Afrique australe au sein de l'Union, maintes fois envisagés alors que Smuts était au pouvoir, est finalement abandonné par le gouvernement britannique.
À la fin de son premier mandat, le gouvernement de D.F. Malan aura fait déclarer illégal le parti communiste sud-africain et toute organisation assimilée à un mouvement communiste. Il aura aussi fait abolir le droit d'appel au Conseil privé britannique et fait adopter une loi sur la nationalité et citoyenneté sud-africaine, mettant fin à la double allégeance envers la Grande-Bretagne et l'Afrique du Sud. En vertu de la nouvelle loi, un sujet britannique devra attendre 4 ans, et non plus deux ans, avant de pouvoir obtenir la citoyenneté de l'Union. Parallèlement, sous la pression des élus transvaaliens du parti, des mesures auront été prises pour freiner l'immigration en provenance de Grande-Bretagne.
Enfin, de nouveaux jours fériés auront été adoptés comme le Van Riebeeck Day (6 avril, date d'arrivée de Jan van Riebeeck au Cap en 1652) et le Kruger day (10 octobre, date d'anniversaire du président Paul Kruger).

### Politique internationale
Quand D.F. Malan arrive au pouvoir, le monde qu'il a connu a été transformé par la Seconde Guerre mondiale et n'est plus celui auquel il a été habitué durant trois décennies. Aux Nations unies, son prédécesseur Jan Smuts, maréchal d'Empire et rédacteur du préambule de la charte des Nations unies a découvert avec stupéfaction être soudainement passé du statut de héros international à celui de nouveau "vilain". Il doit ce renversement d'image à l'indépendance de l'Inde dont le poids ne cessera d'augmenter aux Nations unies à mesure que les pays décolonisés rejoignent les Nations unies. Depuis plusieurs décennies, l'Afrique du Sud était considéré autant par les Sud-Africains blancs que par les intellectuels occidentaux comme un État européen situé cependant dans une région non occidentale. L'instauration de la politique d'apartheid par le gouvernement sud-africain va cependant progressivement et assez rapidement faire perdre à l'Afrique du Sud sa réputation dans l'élite occidentale. Pour Malan, les discussions de la communauté internationale pour arriver à une égalité entre les peuples de différentes races et cultures étaient fantaisistes. Sa croyance personnelle était que de telles constructions intellectuelles ne pouvaient servir qu'à édifier une nouvelle tour de Babel et ériger l'humanité en une seule nation avec une seule langue. Cette perspective heurtait sa croyance en une diversité ordonnée par Dieu. Si tous les hommes étaient ainsi égaux aux yeux de Dieu, D.F. Malan ne considérait pas pour autant qu'il en était de même par exemple devant l'isoloir. Pour sauvegarder l'Afrique du Sud de toute éventuelle sanction internationale onusienne ou de toute ingérence dans ses affaires intérieures, D.F. Malan va s'appliquer à arrimer l'Afrique du Sud au camp occidental et plus particulièrement à obtenir l'amitié et le soutien des États-Unis tout en négociant le maintien de l'Afrique du Sud au sein d'un Commonwealth, malgré les pressions de l'aile républicaine du parti national.
Comme ses prédécesseurs, D.F. Malan est à la fois premier ministre et ministre des affaires étrangères. Mais ne pouvant faire preuve d'ubiquité, il mandate ses ministres Havenga, Dönges, Sauer et Louw pour le représenter lors des conférences internationales et aux Nations unies. En fait les expériences étrangères de Louis Botha, de Hertzog et surtout de Smuts, les nationalistes républicains craignent de voir leur premier ministre tomber sous le charme de leurs correspondants britanniques et de l'Angleterre et de revenir en Afrique du Sud en thuriféraire de l'Empire. Par ailleurs, une motion interne du parti national réglemente sévèrement le déplacement des premiers ministres issus de ses rangs à l'étranger. En conséquence, Malan n'effectuera que deux déplacements à l'étranger en tant que premier ministre ce qui ne l'empêchera pas de s'impliquer fortement dans la politique étrangère de l'Afrique du Sud. L'une de ses premières décisions dans ce domaine sera d'envoyer une vingtaine d'équipages de la South African Air Force pour participer au pont aérien ravitaillant Berlin lors du blocus par les Soviétiques.
Il effectue son premier déplacement pour la conférence du Commonwealth (British Commonwealth of Nations) qui a lieu à Londres en 1949 et consacrée notamment à la demande de renouvellement d'adhésion de la nouvelle république de l'Inde. Il contribue à faire adopter par les membres de l'organisation le droit pour eux-mêmes d'adopter la forme républicaine de gouvernement et de faire retirer l'adjectif «britannique» du nom institutionnel désignant le Commonwealth. Il fait également modifier le titre royal attaché à l'Union en lui donnant un caractère purement sud-africain. Ainsi, la nouvelle reine d'Angleterre, Élisabeth II, se retrouve désignée non pas comme Reine Élisabeth II d'Afrique du Sud mais comme Élisabeth II, Reine de l'Union de l'Afrique du Sud et de ses autres royaumes et territoires, Chef du Commonwealth. Il démontre également durant cette conférence la fluidité de ses convictions républicaines et démontre un pragmatisme inattendu. Évoquant, dans le contexte de la guerre froide, la nécessité d'alliance stratégique avec les pays anti-communistes pour éviter l'isolement politique, il garantit le maintien de l'Union d'Afrique du Sud au sein du Commonwealth tant que ses droits souverains dont celui de devenir une république seront respectés. Cette déclaration est cependant mal reçue par les républicains intransigeants comme Strijdom pour lesquels il ne peut y avoir de république d'Afrique du Sud au sein de l'Empire britannique et donc au sein du Commonwealth.
En 1950, après que le Conseil de sécurité des Nations unies a adopté la résolution 83 condamnant l'agression nord-coréenne en Corée du Sud, le gouvernement sud-africain fait envoyer 826 soldats volontaires et des avions de la South African Air Force pour participer aux missions de combats sous le commandement de la force onusienne. À l'armistice le 27 juillet 1953, 34 pilotes de la SAAF auront été tués et 8 faits prisonniers de guerre par les Nord-coréens. Pour Malan qui a porté la décision devant le parlement sud-africain, les considérations de realpolitik doivent l'emporter, se justifiant par le contexte de la guerre froide et le rôle des États-Unis face à l'Union soviétique. Pour lui, l'Afrique du Sud est membre de la communauté de l'Europe occidentale et celle-ci est vulnérable et impuissante sans l'aide des États-Unis. C'est pourquoi l'Afrique du Sud doit lui apporter son soutien. Les détracteurs et opposants à cet alignement répliquent que dix ans auparavant, avec l'Angleterre à la place des États-Unis, le discours n'aurait pas été le même. Pour D.F. Malan, l’Afrique du Sud doit cependant s'ériger en rempart de l’Occident face aux Soviétiques. Il se déclare même prêt à coopérer avec l’OTAN et le Commonwealth dans le cadre du Middle East Command afin de stopper les forces ennemies, c'est-à-dire l’URSS, afin d'éviter que ce dernier ne s’implante au Moyen-Orient et ne vienne à envahir l’Afrique par le biais de l’Égypte. Il s'agit aussi pour lui de renforcer le poids de l'Afrique du Sud aux Nations unies face aux critiques portant sur la gestion des populations du Sud-Ouest africain, sous mandat sud-africain depuis 1920.
C'est dans ce contexte international tendu dans lequel l'Afrique du Sud tente de s'imposer et qu'en interne, les luttes intestines rongent le cabinet, que l'apartheid se met en place dans la quasi-indifférence générale.

### Un deuxième mandat écourté

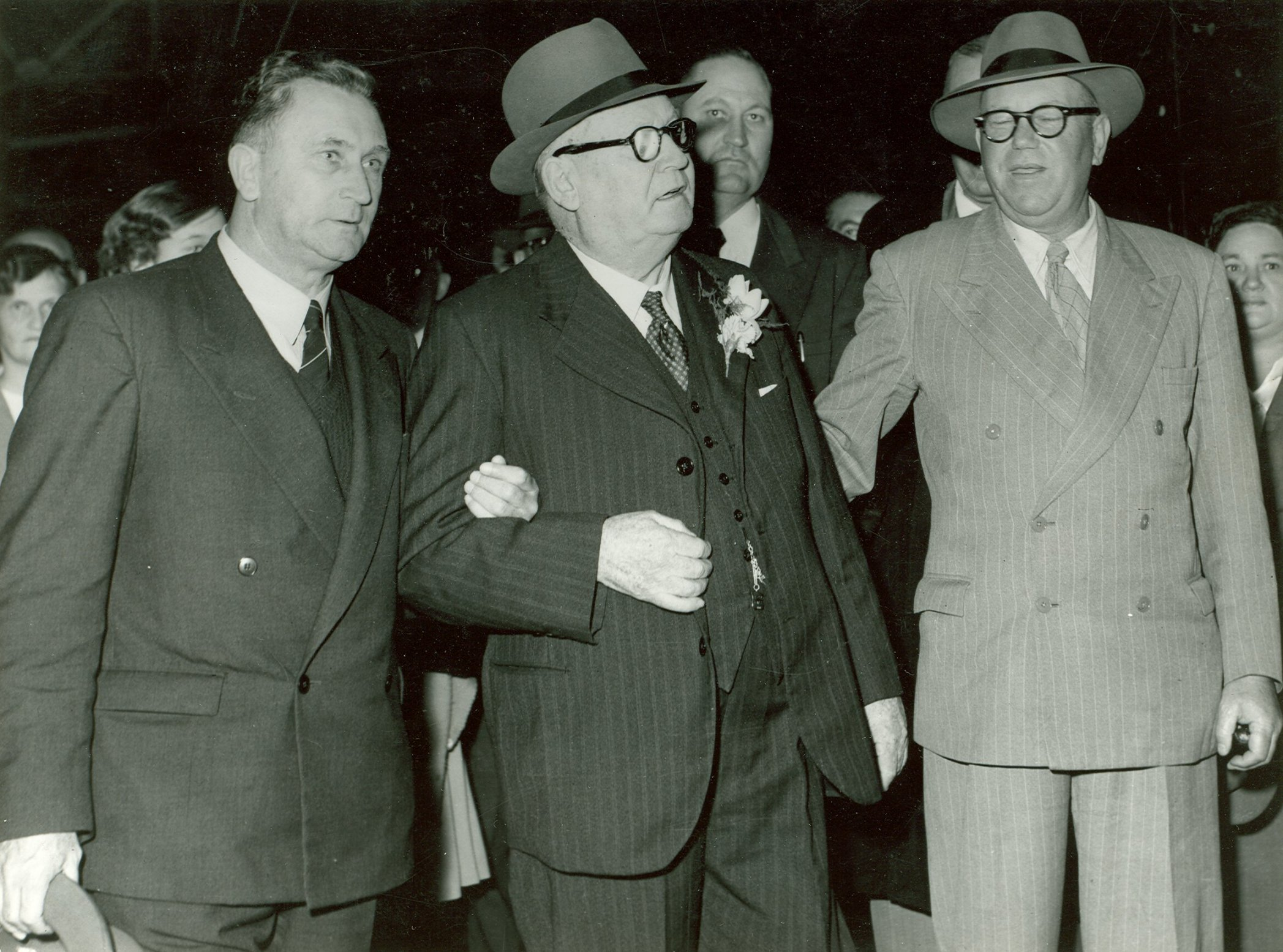
J.G. Strijdom, D.F. Malan et Paul Sauer à Pretoria en 1953 après l'annonce de la deuxième victoire électorale du parti national.

En 1951, le Parti Afrikaner d'Havenga fusionne avec le parti national réunifié de Malan pour former le Parti national (National Party - NP) qui renforce sa majorité en siège et en voix lors des élections générales de 1953. Devenu le premier parti d'Afrique du Sud au sein de l'électorat, il ne parvient cependant pas à obtenir la majorité absolue des suffrages (49,48 %), devancé de justesse en termes de suffrages par la coalition entre le parti uni (47,65 %) et les travaillistes (2,87 %). Cette reconduction des nationalistes est due à une situation économique et industrielle florissante et à la crainte inspirée à la population blanche par la révolte des Mau Mau au Kenya.
Après l'élection, D.F. Malan assiste à Londres au couronnement de la reine Élisabeth II puis à la Conférence du Commonwealth. Il s'agit là de son deuxième voyage à l'étranger en tant que premier ministre. Sa présence à Londres pour le couronnement n'est pas populaire dans les rangs du parti national alors que les Britanniques apprécient la décision de Malan de respecter le protocole. Ses discussions avec Winston Churchill sont très cordiales.
De retour en Afrique du Sud, il déclare voir avec satisfaction que le Commonwealth a reconnu à l'Afrique du Sud la plus grande liberté qu'elle souhaitait avoir pour gérer ses affaires et cite l'Inde comme exemple pour prouver que l'Afrique du Sud pouvait devenir une république tout en demeurant dans le Commonwealth. Cependant, il n'est prêt à maintenir une coopération au sein de cette institution qu'à condition que la Grande-Bretagne cesse de s'ingérer dans sa politique intérieure, que le Commonwealth cesse de s'élargir sans condition et sans distinction, notamment à des pays non blancs, et que l'Inde cesse de critiquer l'Afrique du Sud aux Nations unies.

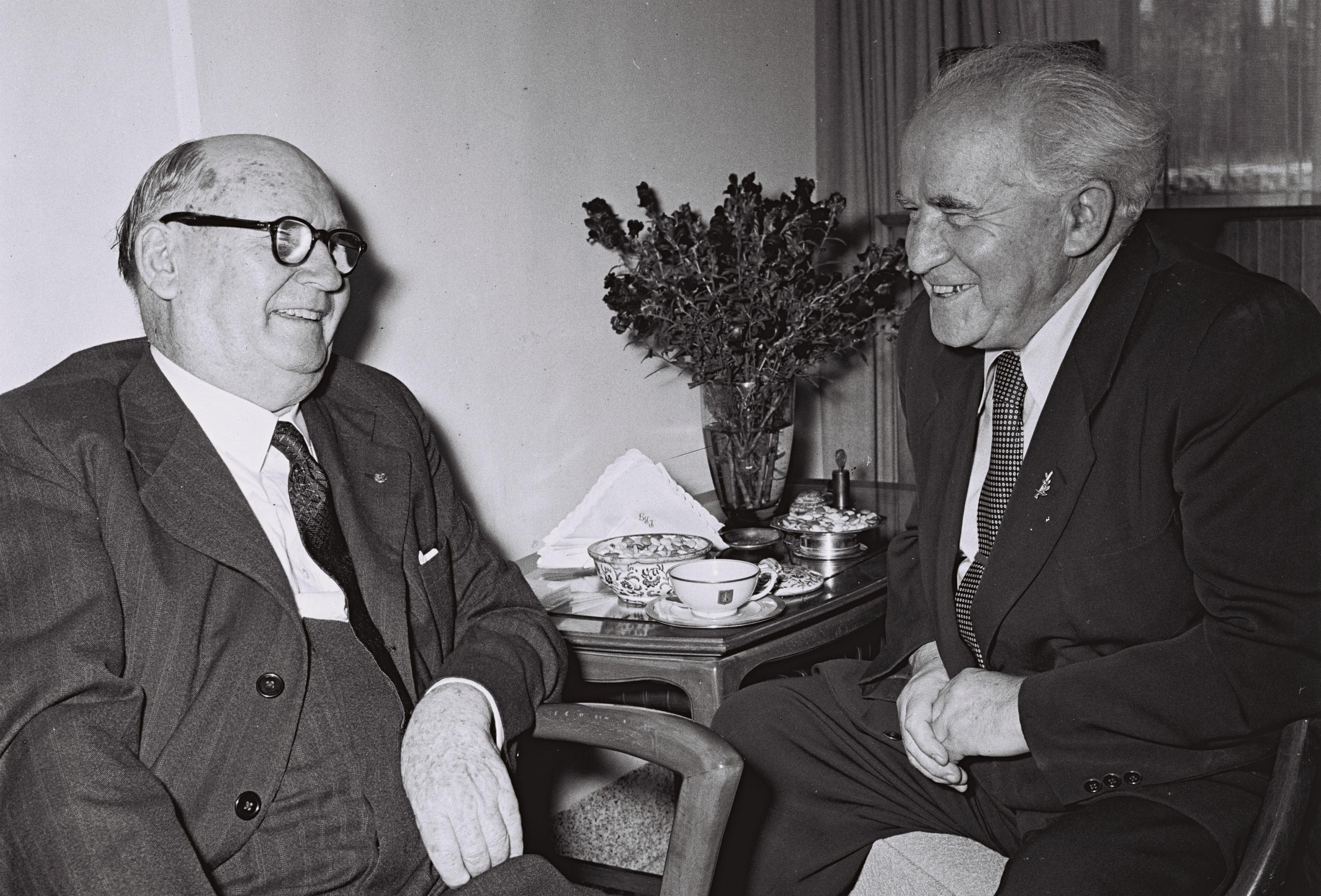
Daniel Malan et David Ben Gourion en juin 1953 lors du premier déplacement d'un chef de gouvernement sud-africain en Israël.

Avant de revenir en Afrique du Sud, Malan se rend également en Israël, officialisant publiquement le rapprochement de deux pays pro-occidentaux situés dans des régions non occidentales. Ce qui unit alors les dirigeants sud-africains et israéliens, ce sont surtout leurs convergences de vues sur la situation respective de leurs pays dans un environnement hostile et le fait que les groupes de population qu'ils représentent sont minoritaires et confrontés à une grande hostilité locale remettant en cause leur propre existence. Affirmant une communauté de vue avec le sionisme, D.F. Malan, présenté souvent par ses partisans comme le Moïse des Afrikaners, promet de continuer d’apporter son aide militaire à Israël comme l'Afrique du Sud l’avait fait durant la guerre d’indépendance quelques années plus tôt.
En cette année 1953, la stature nationale et internationale de D.F. Malan est nettement moins controversée qu'en 1948. Sa visite en Angleterre lors du couronnement de la Reine a été un succès bien que le personnage soit âgé, légèrement sourd et apparaisse inadapté aux nouveaux défis internationaux. Bénéficiant d'une longue carrière politique, il est plus rompu aux négociations et aux compromis avec ses adversaires que ne le seront ses successeurs immédiats. Ainsi, il n'ignore pas l'opposition parlementaire et assiste avec son épouse à la première cinématographique à Johannesbourg de l'adaptation de Pleure, ô pays bien-aimé au côté de son auteur, l'écrivain progressiste et député libéral Alan Paton. Il renonce également à militer pour l'instauration immédiate d'une république en Afrique du Sud afin de se concilier les anglophones à qui il avait fermé les portes de son gouvernement. Cependant, les relations avec les Nations unies commencent à être tendues, notamment à l'assemblée générale où quelques pays africains ou asiatiques comme l'Inde tentent de faire condamner la politique d'apartheid.

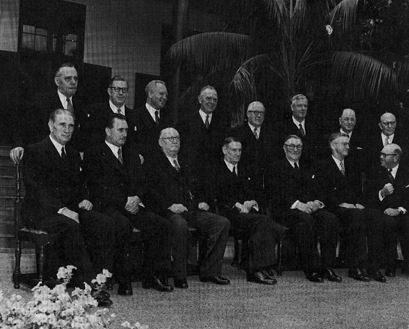
Le gouvernement Malan en 1953
au premier rang: S.P. le Roux, JG Strijdom, Daniel François Malan (premier ministre), E.G. Jansen (Gouverneur), Nicolaas Havenga, Charles Swart et Paul Sauer.
Au second rang: Eric Louw, Theophilus Dönges, F. C. Erasmus, Ben Schoeman, Jozua François Naudé, Hendrik Verwoerd, J. H. Viljoen et Dr Karl Bremer.

En novembre 1953, à la surprise générale, D. F. Malan entame un retrait de ses responsabilités politiques en démissionnant de la présidence régionale du parti national dans la province du Cap. Il déclenche ainsi le début d'une guerre de succession pour la direction régionale du parti qui culminera un an plus tard au niveau national. Pour lui succéder à la direction régionale du parti national de la stratégique province du Cap, Malan prend immédiatement position en faveur de Theophilus Dönges, le ministre de l'intérieur et fait campagne pour lui avec l'appui de l'Afrikaner Broederbond. Face à Dönges se présente Eric Louw, soutenu par Johannes Strijdom, ministre, député et chef du NP dans la province du Transvaal. Ce vote est un prélude au choix du successeur de Malan au poste de premier ministre et ce dernier ne veut pas que ce soit Strijdom ou parce qu'il l'estime moins apte à représenter l'Afrique du Sud sur le plan international et à pouvoir maintenir ou attirer les investissements étrangers dans le pays. Le congrès du parti, réuni à Port Elizabeth, appuie le choix de Malan et Dönges devient le chef du parti national de la province du Cap par 195 voix contre 45.
Le 11 octobre 1954, après avoir assisté à l'inauguration de la statue de Paul Kruger sur Church Square à Pretoria, D.F. Malan annonce à ses ministres son intention de se retirer des affaires publiques pour le 30 novembre de la même année. Il justifie sa décision par son âge avancé (D.F. Malan est alors âgé de 80 ans), par la santé déclinante de son épouse et par son désir de passer la fin de sa vie au calme à Stellenbosch. Il estime par ailleurs sa tâche politique accomplie, à savoir l'unité des Afrikaners. Les débats sont néanmoins intenses au sein du parti national et du gouvernement sur les objectifs et les moyens de faire l'apartheid. De plus, Malan a été affaibli par son échec vis-à-vis de la question du droit de vote des métis. Il se montre aussi peu convaincue par la politique de bantoustanisation soutenue par Verwoerd et souhaite s'en tenir au Groups Areas Act tandis qu'au gouvernement, les pragmatiques et les réalistes tels Ben Schoeman, conscients de l'interdépendance économique entre Blancs et Noirs, s'opposent aux idéologues de l'apartheid, pour qui le développement économique du pays est secondaire par rapport à la survie de la domination afrikaner. Pour sa part, D.F. Malan ne se prononce pas publiquement sur les conséquences concrètes de la mise en œuvre de l'apartheid mais reconnait en privé l'inapplicabilité du projet de grand apartheid, en raison de l'inévitable intégration économique en cours des populations. S'il n'est pas favorable aux bantoustans, il n'en considère pas néanmoins les réserves indigènes comme le lieu d'habitat naturel des populations noires. Leur insuffisante superficie ne doit pas selon lui impliquer une redistribution des terres parce que les Voortrekkers les ont historiquement acquises à la suite de traités négociés ou parce qu'elles étaient inhabitées. Dans le même temps et à la différence de Verwoerd ou de Johannes Strijdom, D.F. Malan considère que les populations noires sont des résidents permanents d'Afrique du Sud et ne rejette pas l'idée qu'elles puissent être intégrées au sein d'une large nation sud-africaine
Lors de l'annonce de son retrait de la vie publique à ses ministres, D.F. Malan déclare explicitement qu'il souhaite voir Nicolaas Havenga (72 ans), son vice-premier ministre par ailleurs chef du parti national du Natal, lui succéder au poste de premier ministre et annonce avoir l'intention de le recommander au gouverneur-général pour être nommé à cette fonction. Il s'agit en fait d'une tentative pour écarter Johannes Strijdom (61 ans), l'ardent républicain nationaliste du Transvaal, de la succession. Mais c'est faire peu de cas du règlement du parti national selon lequel seul le chef du parti est appelé à diriger le gouvernement en cas de majorité électorale au parlement. D.F. Malan doit se soumettre et un caucus est organisé pour choisir le successeur de Malan. Havenga est cependant âgé et réticent à se soumettre à une campagne électorale interne. Contre toute attente, lors de la dernière réunion de cabinet qu'il préside, D.F. Malan laisse éclater sa rancœur et sa haine envers Strijdom (qui est absent) et affronte directement Hendrik Verwoerd. Alors que le vieux premier ministre effectue un véritable plaidoyer pour la candidature de Havenga qu'il désigne comme un homme d'État et son seul héritier politique, Verwoerd développe toute une contre-argumentation détaillée et reçoit le soutien de Ben Schoeman alors que les partisans de Malan, tels Theophilus Dönges ou Paul Sauer apportent peu de soutien ou restent silencieux, notamment parce que la victoire de Strijdom parait inéluctable. Ce dernier meeting ministériel de Malan se termine dans le ressentiment et le désarroi, certains ministres ne prenant même pas congé pour la forme de leur premier ministre.
Ne s'affirmant pas encore défait et poussant toujours la candidature d'Havenga, de plus en plus réticent, D.F. Malan effectue son dernier discours public à Paarl le 26 novembre 1954 dans le but de le soutenir encore une fois mais, sous les conseils de Donges, doit finalement édulcorer ses propos, évoquer davantage sa vie politique et contenir sa charge contre Strijdom afin de ne pas provoquer une scission du parti national. Quand le caucus du parti se réunit à Pretoria le 30 novembre 1954, Strijdom est le seul candidat. Les partisans traditionnels de Malan (Dönges, Frans Erasmus, Paul Sauer, Jan Viljoen, Otto du Plessis ou Pieter Botha), conscients que toute résistance est vaine et peut compromettre leur avenir politique et ministériel, ont persuadé Havenga de retirer sa candidature (celui-ci, comme il l'avait annoncé, quitte alors la vie politique). Strijdom succède à Malan à la tête du gouvernement, marquant la victoire de la ligne idéologique de Verwoerd.
Le départ de Malan et la défaite d'Havenga marquent la fin de l'ère des patriarches qui traditionnellement étaient choisis pour diriger les Afrikaners depuis l'ère des Voortrekkers. Ces patriarches avaient été souvent sélectionnés en fonction non seulement de leurs racines sud-africaines mais surtout pour leur longue expérience, leur maturité et leur sagesse présumée. Les anciens présidents Boers mais également Louis Botha, Jan Smuts, James B. Hertzog et D.F. Malan étaient tous des hommes mûrs, reconnus ou expérimentés quand ils accédèrent aux responsabilités pour servir l'Afrikanerdom (le nationalisme afrikaner). Le nouveau premier ministre, J.G. Strijdom est un outsider, certes député depuis 1929, chef régional du parti au Transvaal et ministre des terres et de l'irrigation dans le gouvernement Malan mais c'est aussi un homme politique intransigeant, radical, peu enclin au compromis, profondément raciste et soutenu par les courants les plus nationalistes et anti-britanniques du parti national. Avec Jan de Klerk, à qui il doit la victoire, Strijdom entend instaurer une république calviniste et afrikaans en Afrique du Sud. Le premier de ses objectifs n'en sera pas moins de réussir là où Malan a échoué, en retirant les coloureds des listes électorales communes de la province du Cap.
Amer de voir Strijdom lui succéder, D.F. Malan passe les dernières années de sa vie à Stellenbosch où il s'attèle à rédiger son autobiographie qu'il ne pourra terminer. Victime en 1958 de deux attaques cardiaques qui le laisseront partiellement paralysés, il meurt à son domicile le 7 février 1959 victime d'une 3e crise cardiaque. Il est enterré au cimetière de Stellenbosch.

## Malania anjouanae
À la fin de l'année 1952, un spécimen de cœlacanthe était pêché au large d'Anjouan dans l'archipel des îles Comores. Afin de récupérer le poisson en bon état, l'ichthyologiste sud-africain James Leonard Brierley Smith parvint à convaincre le Dr D.F. Malan, alors premier ministre, de mettre à sa disposition un avion et du personnel militaire pour aller le chercher. Smith croyait avoir affaire à une nouvelle espèce de cœlacanthe qu'il baptisa Malania anjouanae, en l'honneur de Malan, avant de se rendre compte qu'il s'agissait en fait de la même espèce que le premier cœlacanthe pêché au large de l'Afrique du Sud en 1938. La récupération de ce deuxième spécimen de cœlacanthe par des avions militaires sud-africains au large des Comores provoqua un grave incident diplomatique et scientifique avec la France qui était alors la puissance tutélaire des Comores. En conséquence de cette affaire, Smith fut interdit de séjour dans l'archipel.

## Vie privée

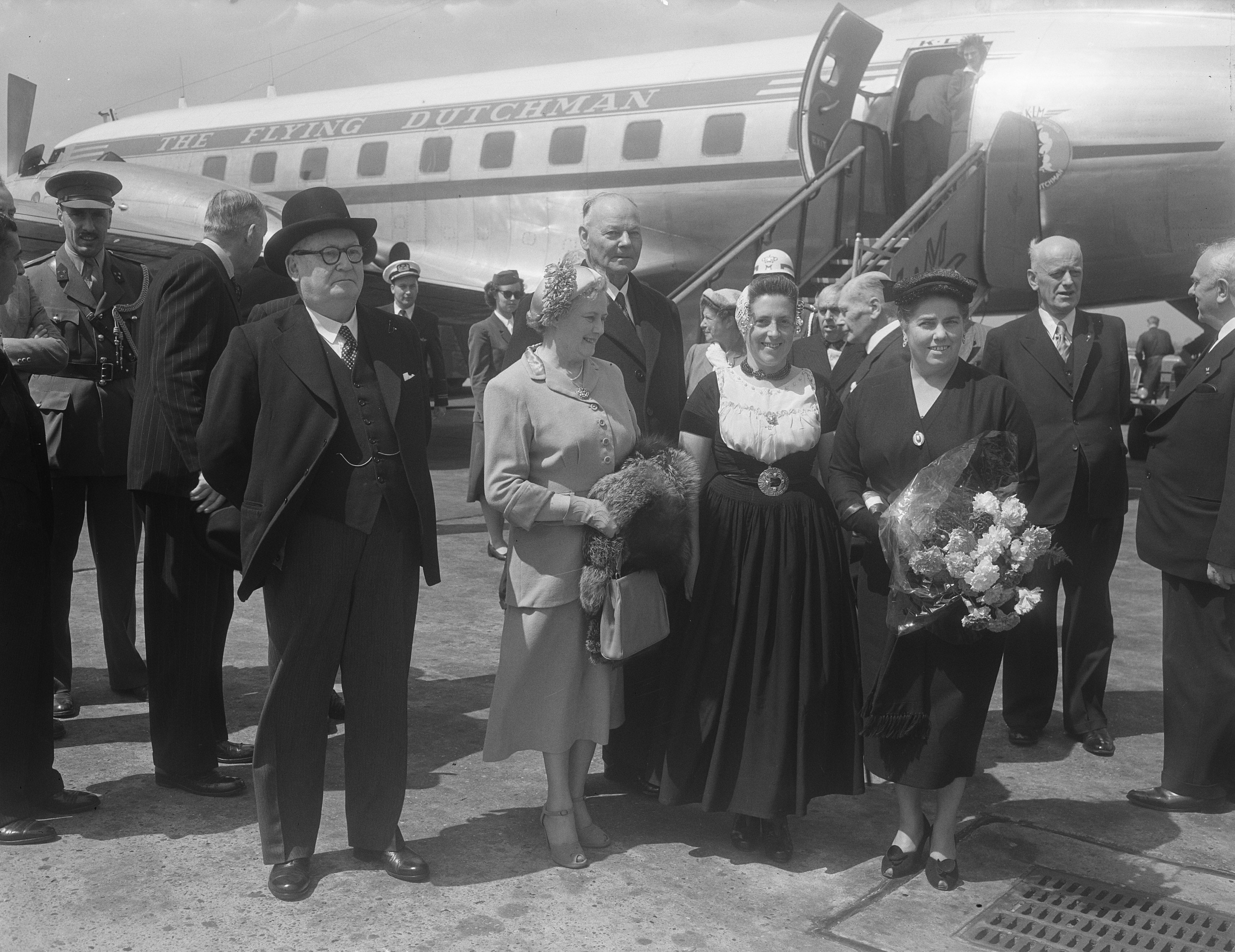
Daniel François Malan et son épouse, Maria Malan (toute à droite, portant un bouquet de fleurs), à l'aéroport d'Amsterdam-Schiphol en 1953.

D.F. Malan s'est marié en 1926 avec Martha Margaretha Sandberg, veuve de Willem Daniel van Tonder et familièrement appelée Mattie. Ils auront deux enfants :
- Leur premier fils, Daniël (Danie) Francois Malan, nait au Cap le 23 avril 1927 alors que D.F. Malan est âgé de 53 ans et Mattie de 30 ans. Il deviendra prédicateur calviniste. Il meurt en 1993, âgé de 65 ans laissant un fils unique prénommé François (né en 1979).
- Leur second fils, Johannes (Hannes) Laurens Malan (1929-2010), deviendra journaliste au Die Burger et photographe, se consacrant à la protection de l'environnement mais aussi à la sauvegarde et à la préservation de l'architecture ancienne du Cap et de Stellenbosch, menacée par le manque d'entretien, la spéculation immobilière et par des projets municipaux. Plus d'une centaine de maisons historiques échapperont à la démolition grâce à son action notamment ceux de Heritage square au Cap, plusieurs maisons du quartier de Bo-Kaap et plusieurs maisons de Dorp street à Stellenbosch[119].

En décembre 1930, Mattie Malan décède prématurément au Cap alors qu'elle est enceinte de leur troisième enfant. Nettie Fourie, l'amie de cœur de D.F. Malan et sœur de sa belle-mère Esther Fourie, se charge alors d'élever Danie et Hannes enfants.
Le 20 décembre 1937, D.F. Malan se remarie avec Maria Ann Sophia Louw (1905-1973), une militante active du parti national à Calvinia et membre de la direction provinciale du parti. Elle est mal acceptée par le reste de la famille Malan, considérée comme une intruse à la fois par les enfants Malan mais aussi par les demi-sœurs de D.F. Malan. Elle demeurera une source de controverse familiale.
En 1948, peu de temps après que D.F. Malan fut nommé premier ministre, ils adoptent une orpheline allemande, Hermine Sönnichsen rebaptisée Marietjie (1944-2003). Elle était l'une des 83 orphelins allemands amenés en Afrique du Sud par l'association afrikaner Dietse Kinderfonds (le Fonds pour l'enfance). Marietjie Malan épousa successivement Charl Cilliers, professeur de psychologie à l'Université de Stellenbosch, et Paul van Rensburg et eut 3 enfants.
Apparemment dépourvu d'humour, D.F. Malan parlait un anglais lent et alourdi d'un fort accent afrikaans. Il n'était pas photogénique car l'homme était physiquement moins massif, moins revêche, qu'il n'apparaissait dans les photos de presse.

## Postérité

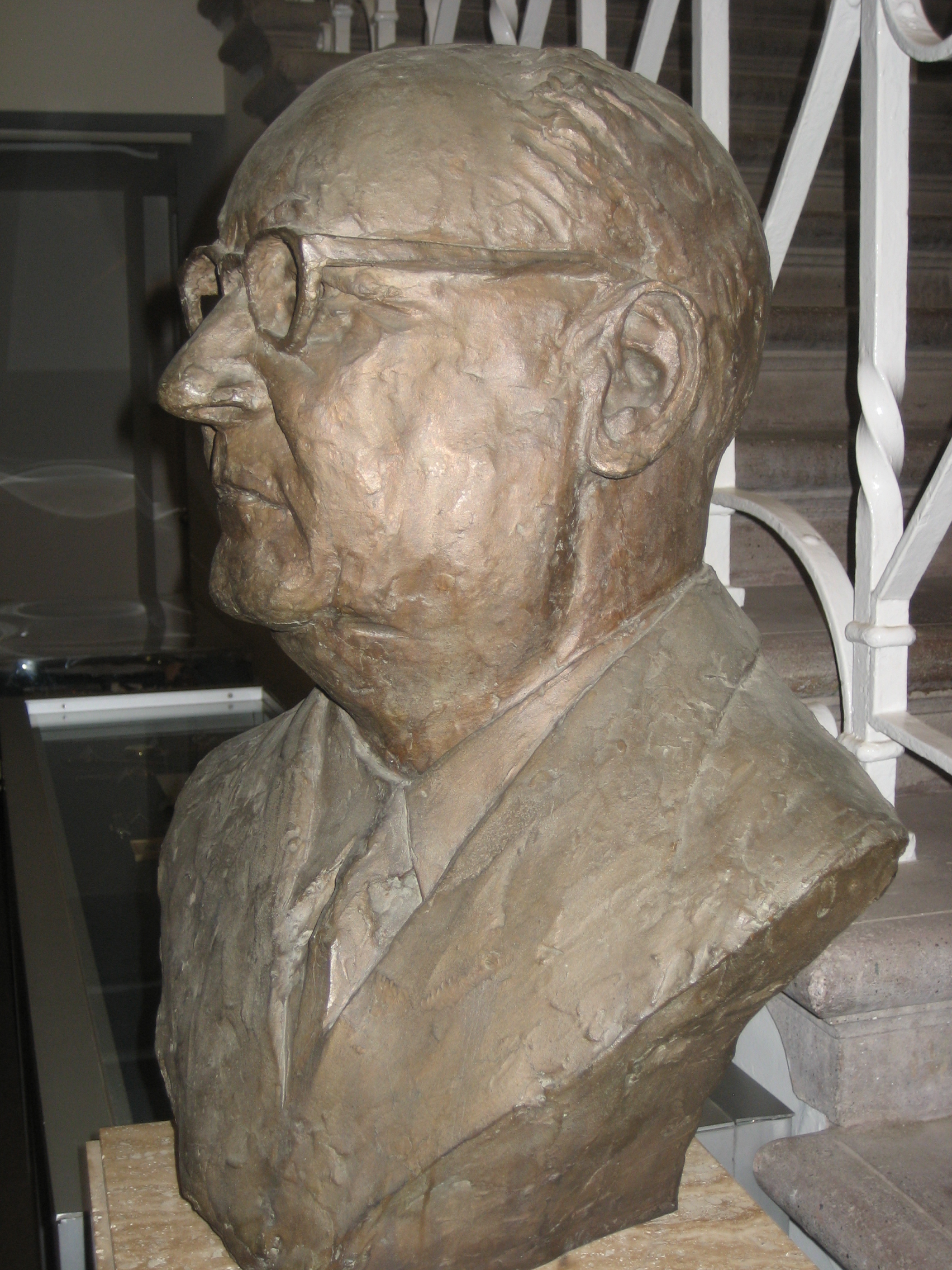
Buste de D.F. Malan par Irmin Henkel (Stellenbosch Sasol Art Museum, Eben Donges Centre, Université de Stellenbosch).

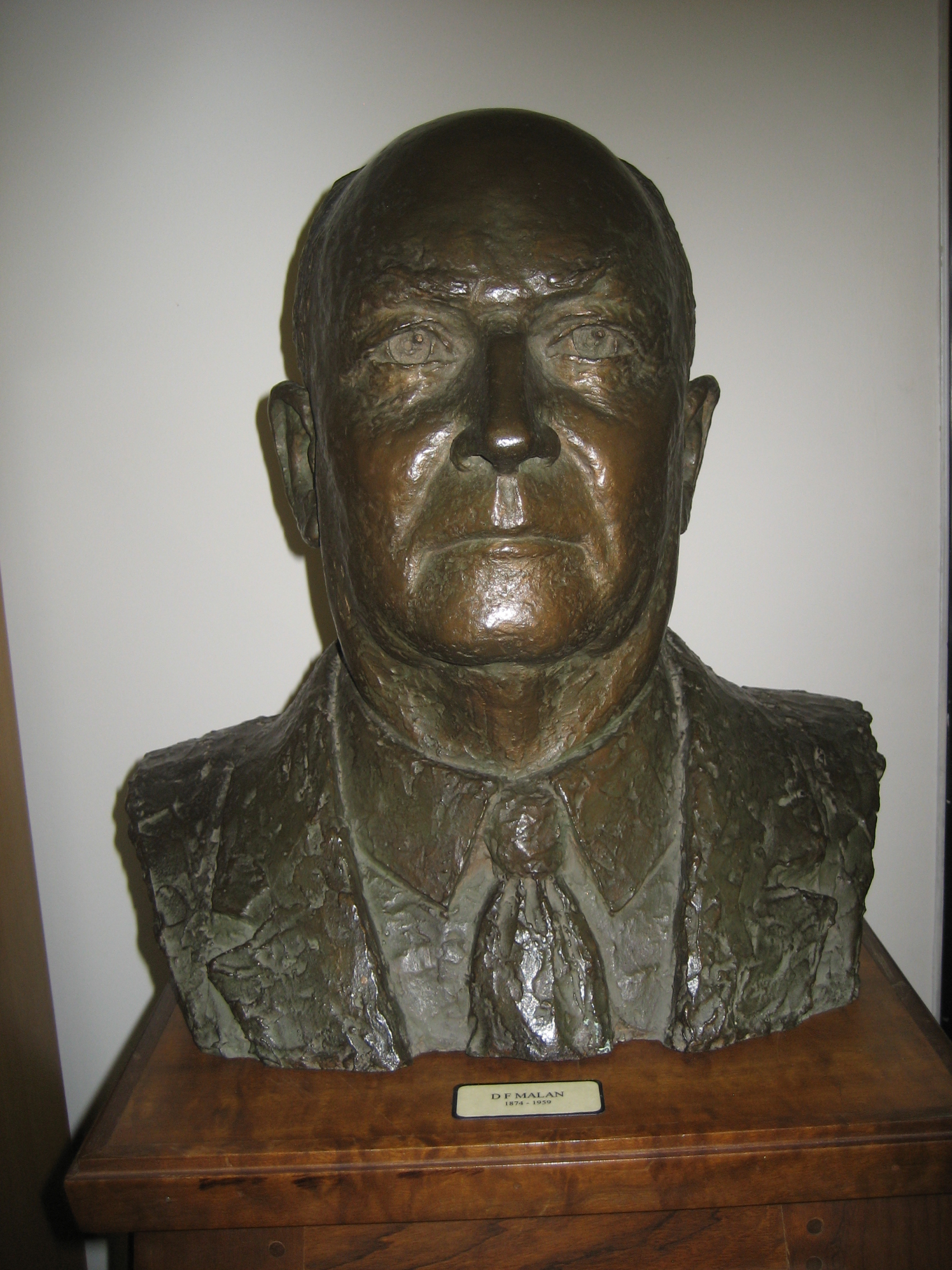
Buste de D.F. Malan par Coert Steynberg (J.S. Gericke Library, Université de Stellenbosch).

Il existe une dichotomie entre la perception de la carrière de D.F. Malan pour ses contemporains et la perception générale de sa carrière dans les années 2010. Durant son existence, l'unité du peuple Afrikaner a été la priorité politique de D.F. Malan. Dans ses mémoires, il se félicitait d'y être parvenu. Pour les Sud-Africains, 50 ans après sa mort, sa carrière politique ne se résume plus qu'à la mise en place de l'apartheid, correspondant à six de ses quarante années de vie politique mais qui eut un impact profond et persistant sur la société sud-africaine. En tant que premier ministre, sa responsabilité morale dans la mise en œuvre de cette politique est incontestée bien qu'il ait laissé la bride sur le cou de ses ministres et ne se soit jamais réellement impliqué dans la mise en place des structures ou évalué l'impact sur les populations. Devenu conscient cependant des risques qu'entraînerait une mise en œuvre, trop stricte et trop rapide de la doctrine de son parti, il avait, dans les derniers mois de son mandat de premier ministre, inauguré une sorte de pause. Au contraire, ses successeurs, Johannes Strijdom (1954-1958) puis Hendrik Verwoerd (1958-1966) ont poursuivi, avec plus de rigueur encore, la mise en œuvre de l'apartheid, quitte à pouvoir envisager de faire passer Malan pour un « nationaliste modéré ». Cette politique d'apartheid a été progressivement réformée sous les mandats de John Vorster (1966-1978) et Pieter Willem Botha (1978-1989) puis abolie sous le mandat de Frederik de Klerk (1991). En 1994, Nelson Mandela devient le premier chef d'État et de gouvernement sud-africain à la fois ni blanc ni afrikaner mettant concrètement fin à 342 années de suprématie blanche en Afrique du Sud.
En 1993, l'écrivain et journaliste Rian Malan décrivit dans un livre « Mon cœur de traitre » les difficultés existentielles de porter ce patronyme, symbole de la ségrégation, dans l'Afrique du Sud post-apartheid. Si le nom de D.F. Malan figure sur la liste noire de l'ANC, de nombreuses artères des villes du pays continuent de porter son nom notamment à Pretoria, au Cap, à Mahikeng ou encore à Germiston. Au début des années 2000, l'avenue « D.F. Malan Drive » à Johannesbourg a néanmoins été débaptisée pour porter le nom de Beyers Naudé, un autre pasteur de l'Église réformée hollandaise mais qui s'était opposé à l'apartheid. L'aéroport international du Cap porta son nom (D.F. Malan Airport) jusqu'en 1995.
Le D. F. Malan Museum à l'université de Stellenbosch a ouvert en 1967 suivi du D. F. Malan Memorial Centre en 1974, centre polyvalent pour les cérémonies et les sports d'intérieur. Il existe également plusieurs établissements primaires et secondaires de langue afrikaans à porter son patronyme comme à Bellville.
La médaille D.F. Malan (D.F. Malanmedalje) est une distinction accordée depuis 1961, à peu près tous les 3 ans, par l'Académie sud-africaine des sciences et des arts aux personnes qui participent à la promotion de la langue afrikaans.
Le portrait de D.F. Malan peint par G. Wylde fut jusqu'à la fin des années 1990 accroché au mur de l'un des salons du parlement sud-africain. Le buste de Malan réalisé par Irmin Henkel (1921-1977) et celui réalisé en bronze par le sculpteur Coert Steynberg sont la possession de l'université de Stellenbosch. Si un autre de ces bustes est entreposé au parlement du Cap, le dernier est visible sur une colline du village d'Orania.
En 2004, selon un vote populaire pour la télévision, D.F. Malan figure en 81e position dans la liste des cent plus grands Sud-Africains, devançant James B. Hertzog (83) et Pieter Willem Botha (87). L'émission est toutefois annulée à la suite des trop nombreuses controverses sur les lauréats et au manque de représentativité du vote.

## Citations
- « L’apartheid n’est pas la caricature sous les traits de laquelle on l’a si souvent représenté. Bien au contraire, il signifie pour les non-Européens une large mesure d’indépendance, car il les habitue à ne compter que sur eux-mêmes et développe leur dignité personnelle. Il leur offre, en même temps, une plus grande possibilité de se développer librement, conformément à leur caractère et à leurs capacités (...) Pour les deux races, il signifie des relations mutuelles pacifiques et la coopération en vue de leur prospérité commune. Le gouvernement s’efforcera, avec résolution et détermination, d’aboutir à la réalisation de cet heureux état de choses ». Daniel Malan lors d'une allocution radio diffusé en juin 1948[78].
- « En dépit de certains phénomènes décourageants, je crois que l'unité nationale, comme elle doit s'entendre - ce qui inclut la grande majorité des deux groupes linguistiques blancs et une partie importante de la population non-blanche - est pour bientôt, et que l'une des plus grandes contributions aura été faite par une mise en œuvre courageuse et juste de l'apartheid ». - D.F. Malan, “Toespraak, Stellenbosch”, 5 mars 1953.

## Distinctions académiques
- Docteur honoris causa de l'université de Pretoria
- Docteur honoris causa de l'université de Stellenbosch
- Docteur honoris causa de l'université du Cap
- Prix littéraire de la langue afrikaans de l'Académie sud-africaine des sciences et des arts à titre posthume (1959)